# Корейская Народно-Демократическая Республика
Коре́йская Наро́дно-Демократи́ческая Респу́блика (сокращённо — КНДР, кор. 조선민주주의인민공화국?, 朝鮮民主主義人民共和國?, Чосон Минджуджуи Инмин Конхвагук) — государство в Восточной Азии, широко известное под неофициальным названием Се́верная Коре́я. Расположено в северной части Корейского полуострова и имеет сухопутную границу с Республикой Корея на юге (государства разделены демилитаризованной зоной), Китайской Народной Республикой на севере, Российской Федерацией на северо-востоке. С запада страна омывается Жёлтым морем, с востока — Японским морем.
Площадь страны составляет 122 762 км², а население, по оценке 2023 года, — более 26 миллионов человек. Таким образом, она занимает девяносто седьмое место в мире по территории и пятьдесят третье по населению.
Подразделяется на 13 административно-территориальных единиц: девять провинций, город прямого подчинения и три города особого уровня.
Столица и крупнейший город — Пхеньян. Государственный язык — корейский.
Корейская Народно-Демократическая Республика — моноэтническое государство, в котором корейцы составляют около 99 % населения. Абсолютное большинство населения — атеисты.
Согласно конституции, является централизованным унитарным социалистическим государством. Официальная государственная идеология — чучхе. Фактическое главенство в Верховном народном собрании принадлежит Трудовой партии Кореи. Является тоталитарной наследственной диктатурой и придерживается политики изоляционизма.
Это индустриально-аграрная страна с гибридной развивающейся экономикой. Объём ВВП по номиналу за 2017 год составил 17,364 миллиарда долларов США (около 685 долларов США на душу населения). Денежная единица — северокорейская вона.
Корейская государственность ведёт свою историю от IV—III веков до н. э. По окончании Второй мировой войны Корейский полуостров, прежде бывший под управлением Японской империи, был разделён на северную часть, под контролем СССР, и южную, контролируемую США. Корейская Народно-Демократическая Республика была провозглашена 9 сентября 1948 года, после основания Республики Корея 15 августа того же года. Последующая за этим Корейская война (1950—1953) закрепила разделение страны.
Наращивание ядерного потенциала КНДР является источником напряжённости в регионе.

## География КНДР

Физическая карта КНДР

Корейская Народно-Демократическая Республика расположена в Восточной Азии, на севере Корейского полуострова. Имеет сухопутную границу с тремя государствами: на севере — с Китаем по рекам Амноккан и Туманган; на северо-востоке — с Россией по реке Туманган; на юге — с Республикой Кореей. На западе омывается Жёлтым морем и Корейским заливом, а на востоке — Японским морем.
Площадь государства — 120 540 км² (суша — 120 410 км², вода — 130 км²). Правительством КНДР территориальными водами страны объявлена акватория, прилегающая к берегу в пределах 12-мильной зоны (22,224 км).

### Рельеф и полезные ископаемые
Территория государства — преимущественно горная, изрезанная множеством долин и оврагов. На севере страны возвышаются Северо-Корейские горы, которые входят в Маньчжуро-Корейскую горную систему и отделяются от Восточно-Маньчжурских гор реками Ялуцзян и Туманная. Венчает весь горный комплекс высочайшая точка Корейского полуострова — вулкан Пэктусан (2744 м). Вдоль северного побережья Японского моря протянулся хребет Хамгён с максимальной высотой 2540 м (г. Кванмобон) и располагающий ещё несколькими десятками пиками высотой более 2000 метров. Между этим хребтом и вулканом Пэктусан расположилось плоскогорье Кэма, которое прорезано несколькими горными цепями, идущими от границы с Китаем к хребту Хамгён и побережью Японского моря. Наиболее значимые из них — Наннимсан и Мачхоллён.
На юго-востоке страны выделяются скалисто-глыбовые Восточно-Корейские горы, которые вдоль побережья Японского моря уходят в Южную Корею. Главный элемент этой горной системы — хребет Тхэбэк, имеющий альтернативное название Кымгансан, что переводится как «Алмазные горы». Их максимальная высота в пределах КНДР — 1638 м. Хребет Пуктэбон, протянувшийся близ города Вонсан, соединяет Алмазные горы с Маньчжуро-Корейской горной системой.
На западе КНДР лежит Пхеньянская равнина. Узкая низменность имеется также на побережье Японского моря.
Природа страны весьма живописна, существует множество заповедников и национальных парков.
Добываемые полезные ископаемые включают в себя уголь, свинец, вольфрам, цинк, графит, магний, железо, медь, золото, пирит, соль, плавиковый шпат и другие.

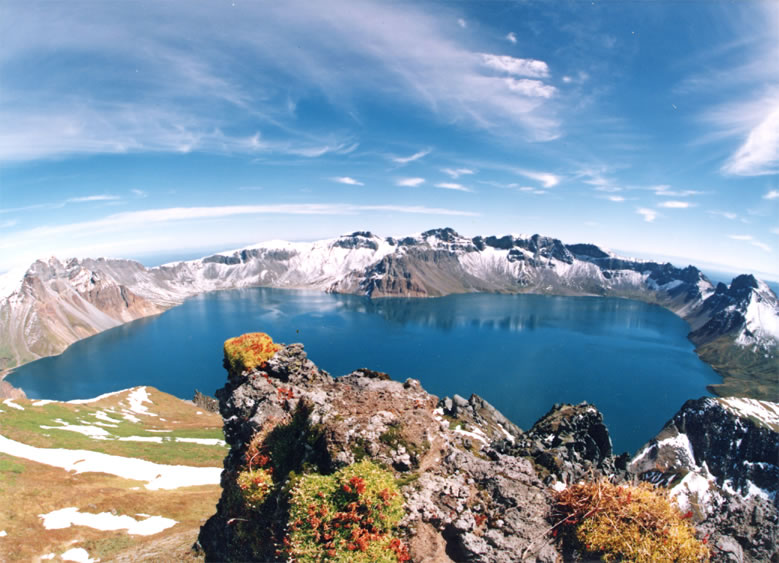
Озеро Чхонджи на горе Пэктусан
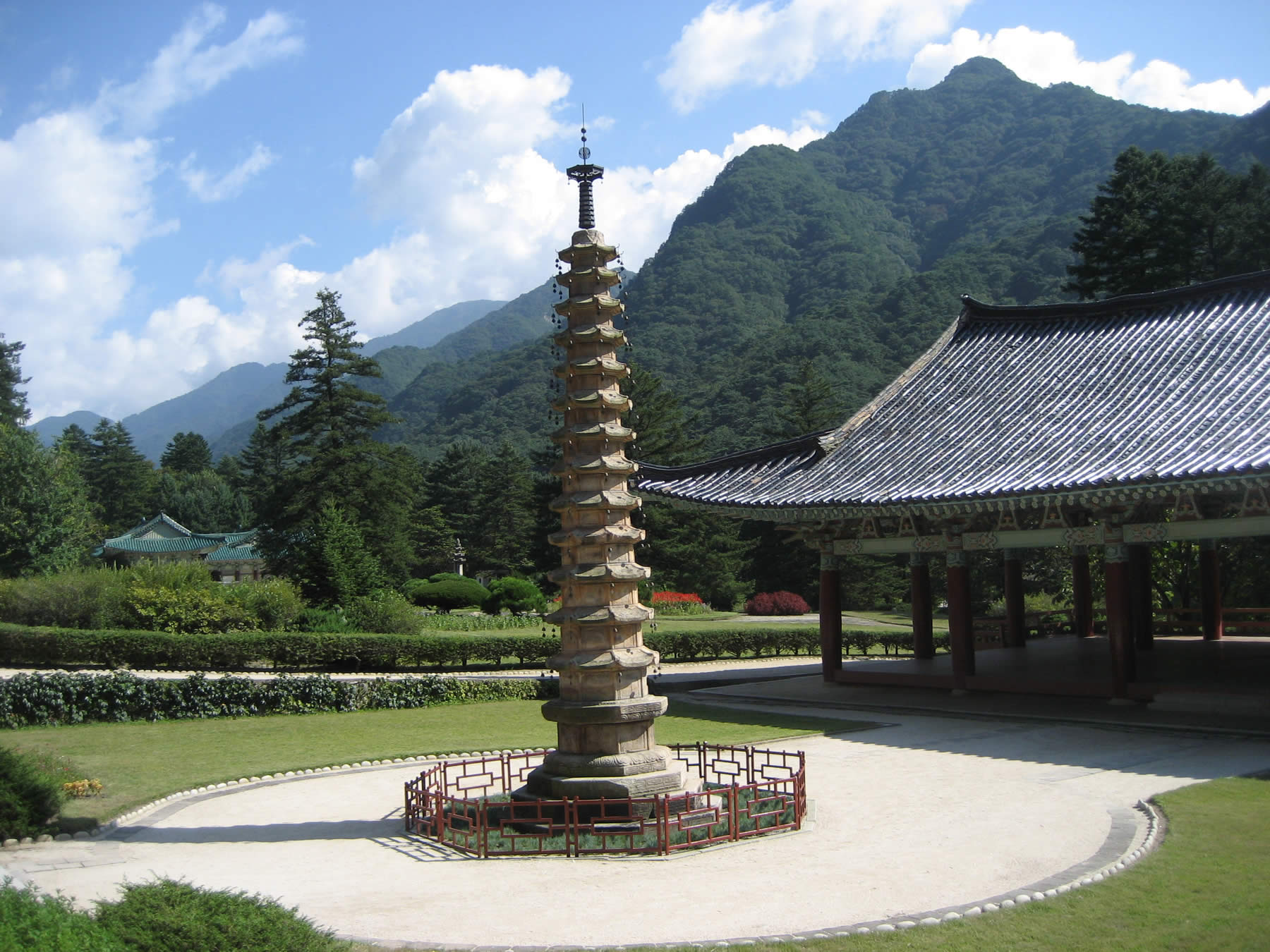
Маньчжуро-Корейские горы, буддийский храм
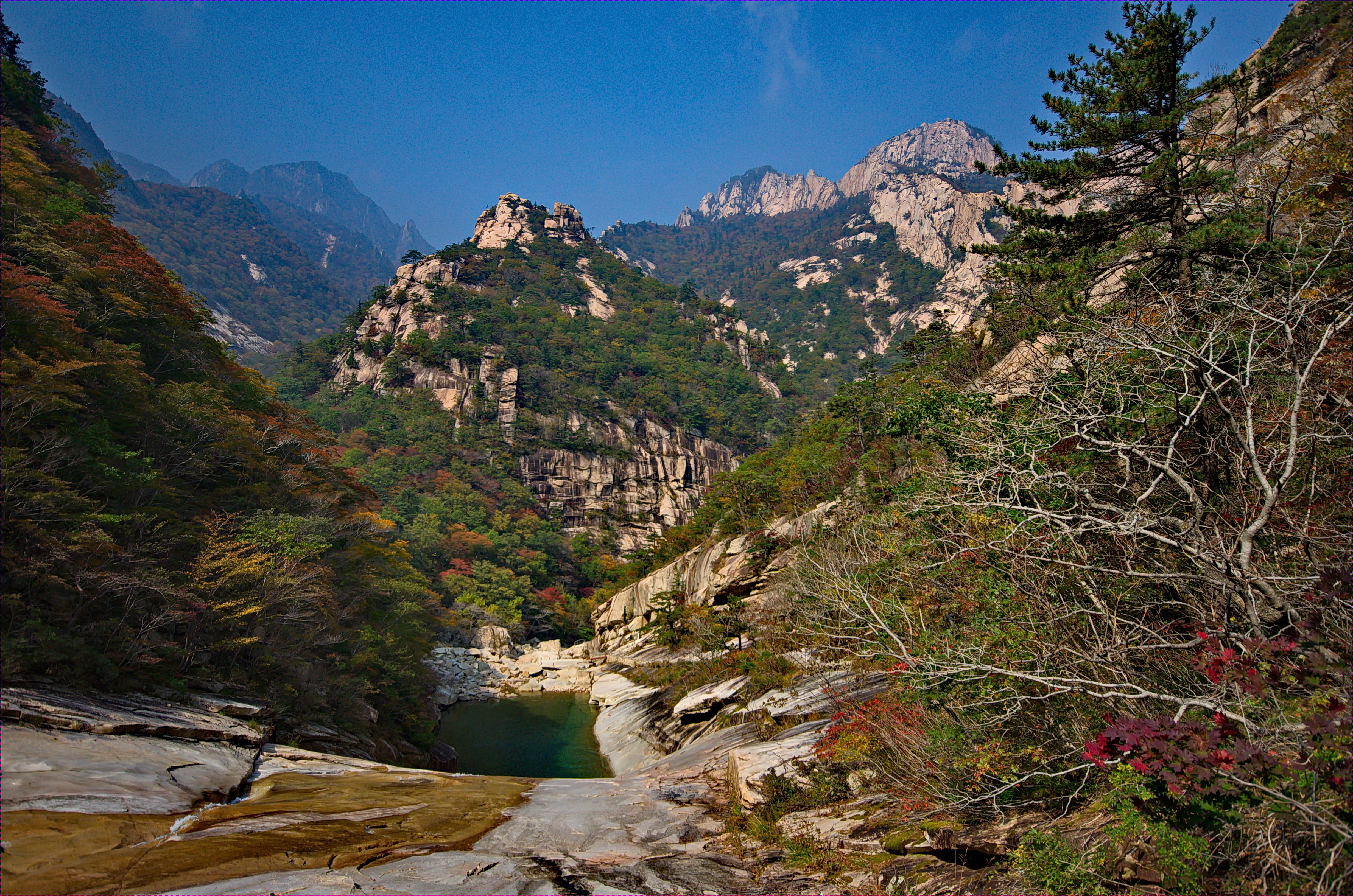
Горы Кымгансан
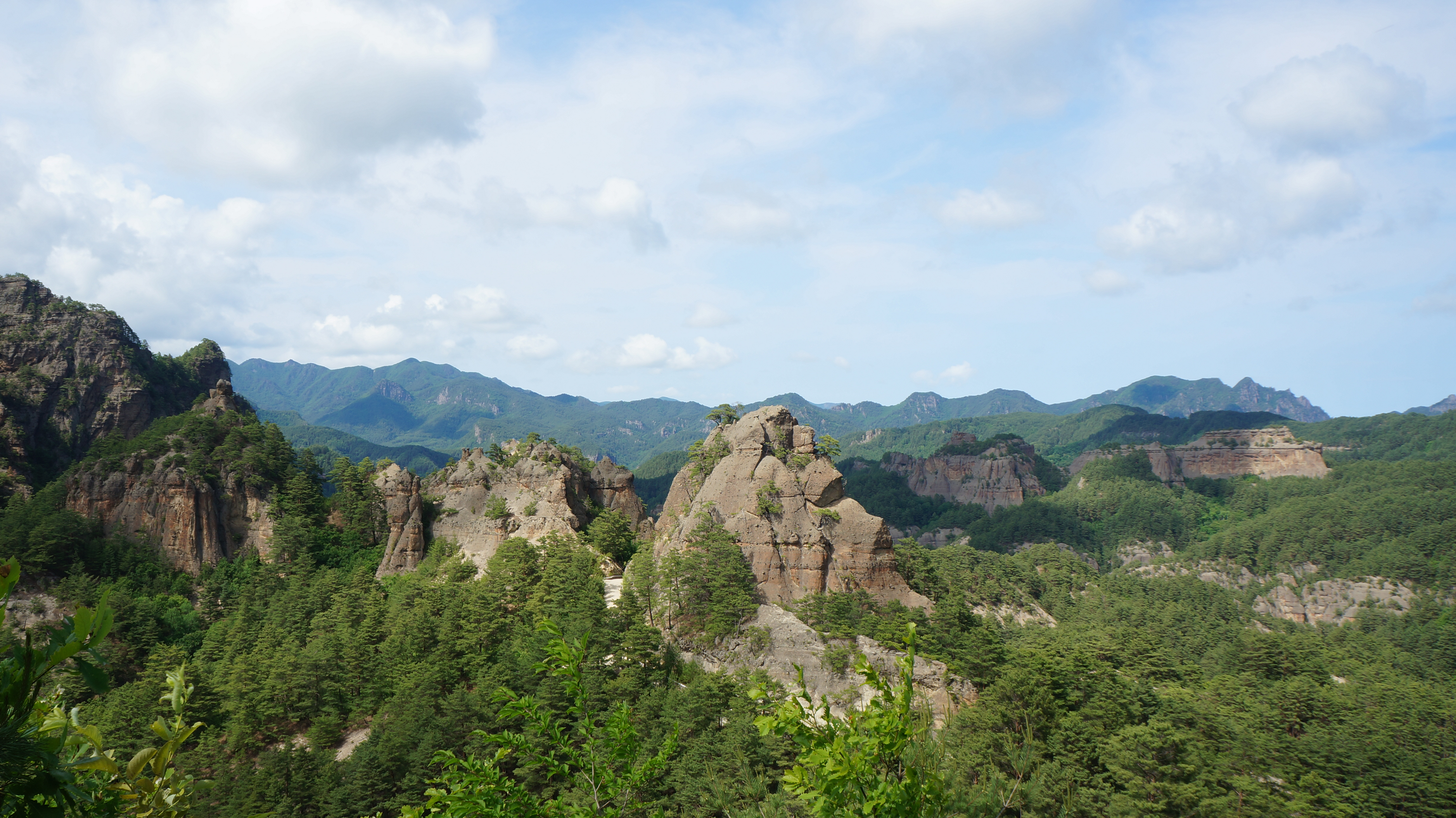
Окрестности Чхильбосана

### Климат

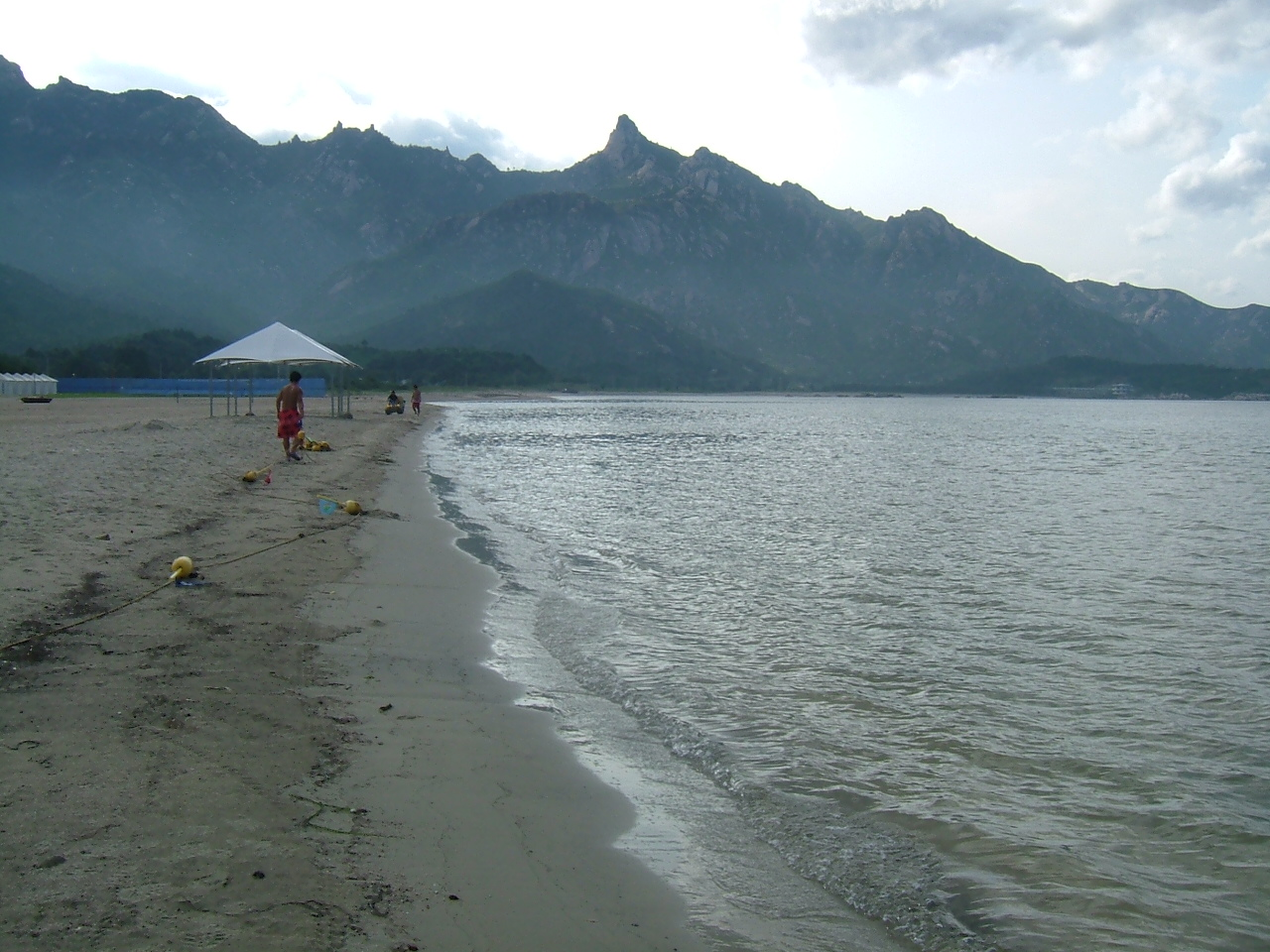
Побережье Японского моря

Территория КНДР имеет умеренный муссонный климат с четырьмя отдельными временами года. Зимой преобладает перенос холодных воздушных масс из Сибири. Случаются прорывы более тёплого воздуха со стороны Китая и Тихого океана. Преобладает солнечная и сухая погода. Наиболее суровые условия наблюдаются в горах на севере страны. Здесь средние температуры января составляют −10…−20 °С, абсолютные минимумы достигают −35…−40 °С и ниже. Самая мягкая, короткая и бесснежная зима имеется на юго-западном и юго-восточном побережье страны. Днём здесь обычно стоит солнечная погода с плюсовыми температурами, а по ночам ударяют слабые или умеренные морозы. Несколько раз за зиму происходят похолодания с минусовыми дневными температурами и снегопадами. Снег тает быстро. Абсолютные минимумы здесь составляют −20…−25 °С. Средние температуры января — −1…−4 °С. В окрестностях Пхеньяна и на северо-восточном побережье зима умеренно-холодная со средними температурами января −4…−9 °С и абсолютными минимумами в −25…−30 °С. Устойчивый снежный покров здесь также отсутствует.
Летом Корея становится ареной борьбы между западным переносом, закачивающим тропический воздух из глубин Азии, и тихоокеанским муссоном, несущим морскую свежесть, облачность и туманы в мае—июне и морской тропический воздух с обильными ливневыми дождями в июле—сентябре. В эти же месяцы иногда обрушиваются тайфуны. Наиболее прохладное и короткое лето отмечается в горах на севере страны. Самое жаркое и продолжительное (до 5 месяцев и более) — на побережье Жёлтого моря и Восточно-Корейского залива. Средние температуры августа тут составляют +23…+25 °С. В сторону границы с Россией продолжительность лета уменьшается до 3,5—4 месяцев, средние температуры августа — до +21…+23 °С. До таких же цифр в среднем прогревается вода в августе в открытой части Японского моря. В мелководных бухтах и в Жёлтом море — на 2—3 °С выше. Осадков выпадает от 600 до 1400 мм в год.

### Растительность
На территории КНДР и Южной Кореи насчитывается всего около 3400 видов высших сосудистых растений, со значительной долей древесных пород. Примечательной особенностью КНДР является произрастание здесь аборигенных листопадных видов лавровых (lindera obtusiloba и падуба, а также магнолии Зибольда в условиях далеко не субтропических зим. В КНДР — высокое разнообразие хвойных пород, лиан и красиво цветущих кустарников.

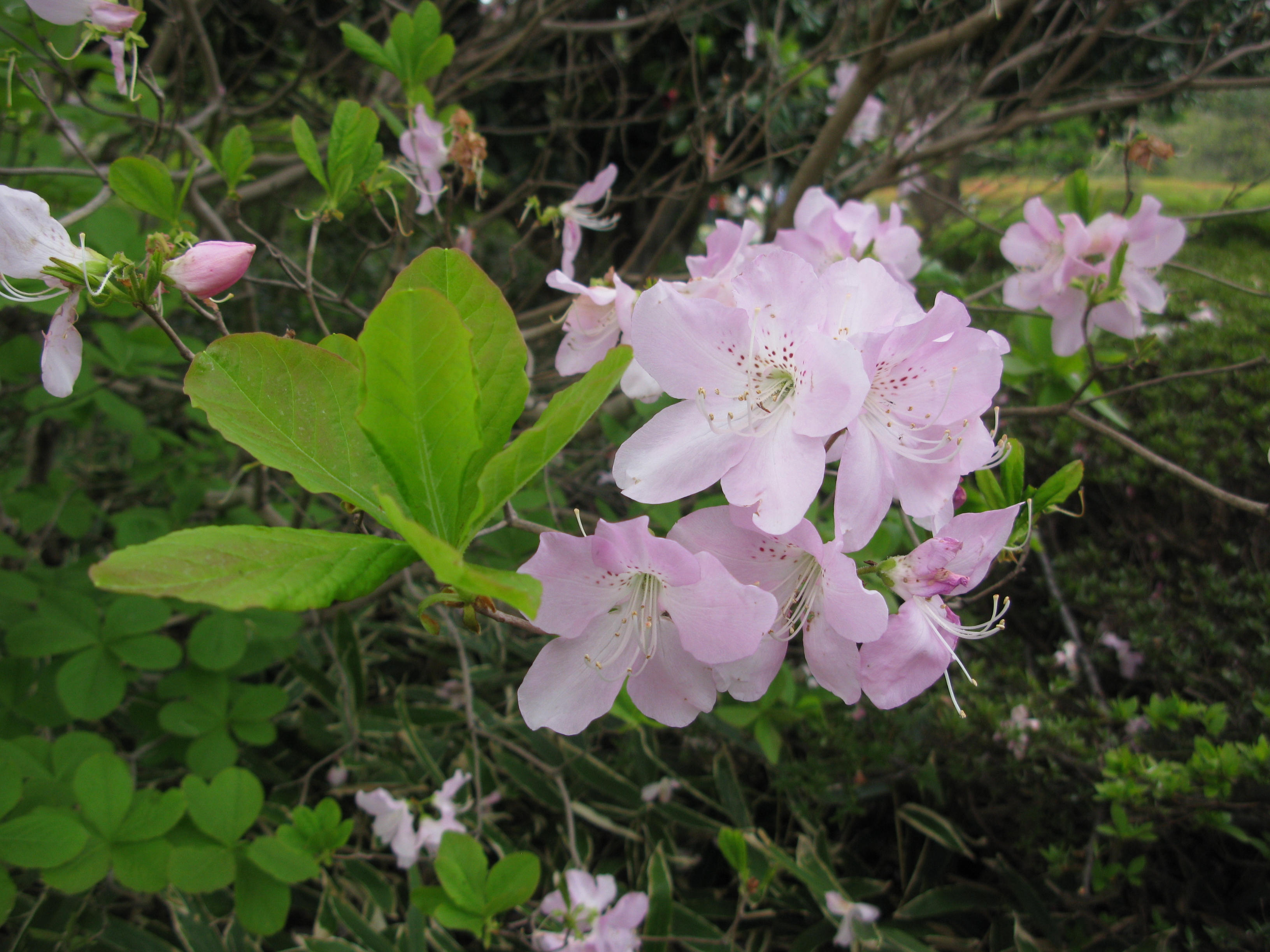
Рододендрон Шлиппенбаха
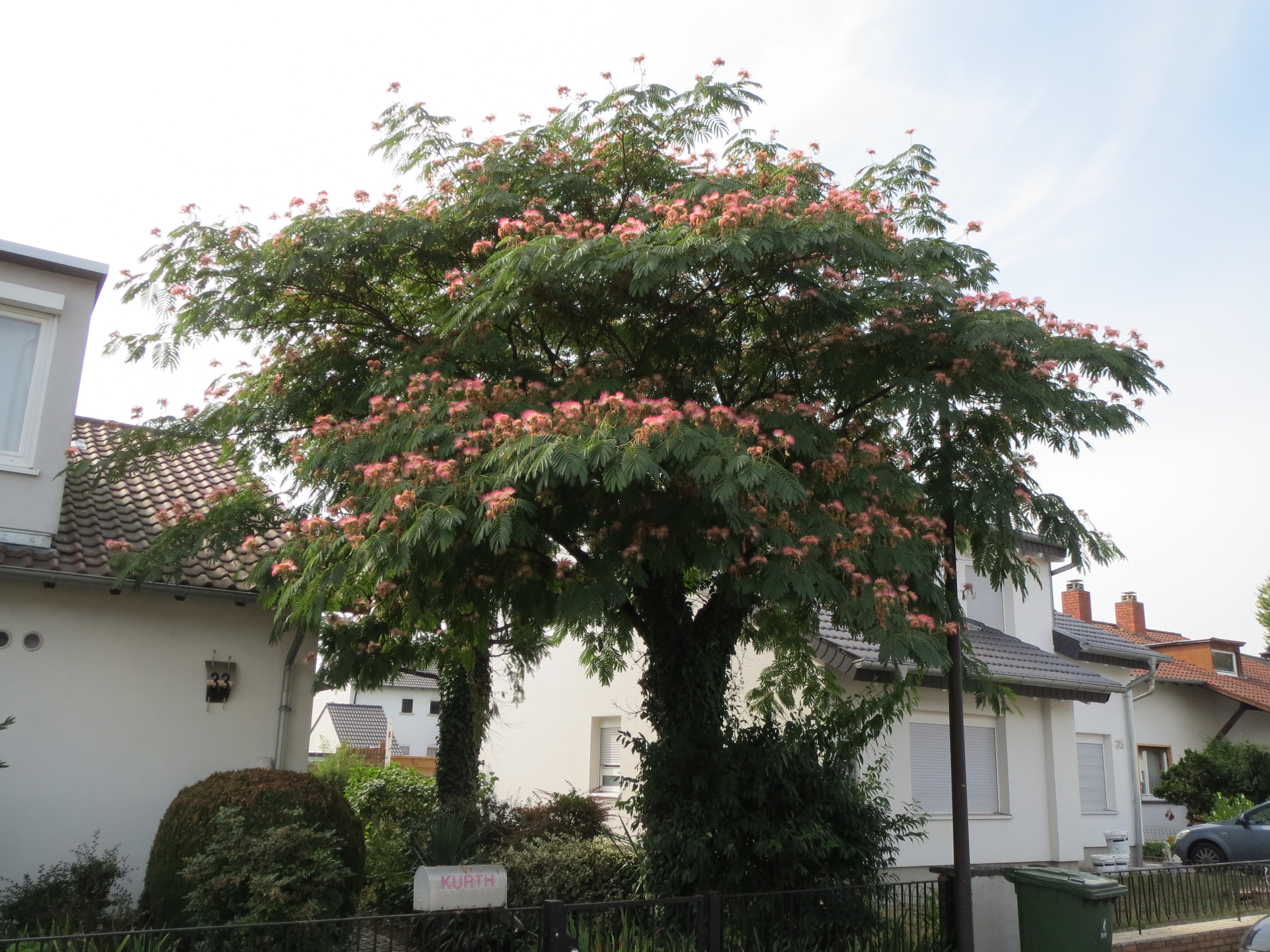
Альбиция шёлковая
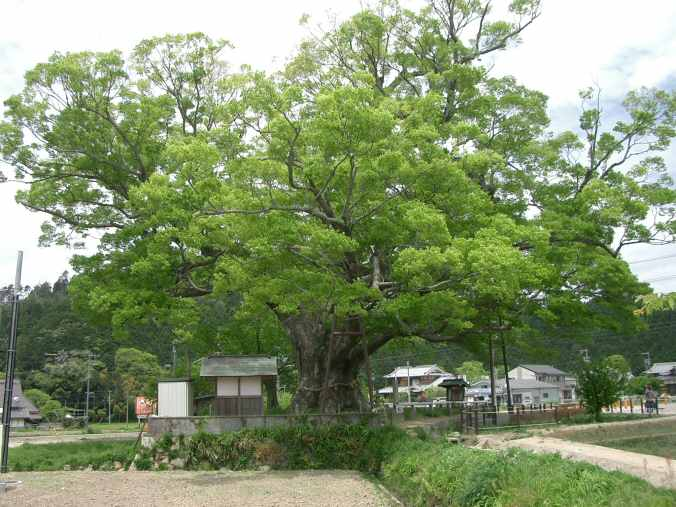
Дзельква пильчатая
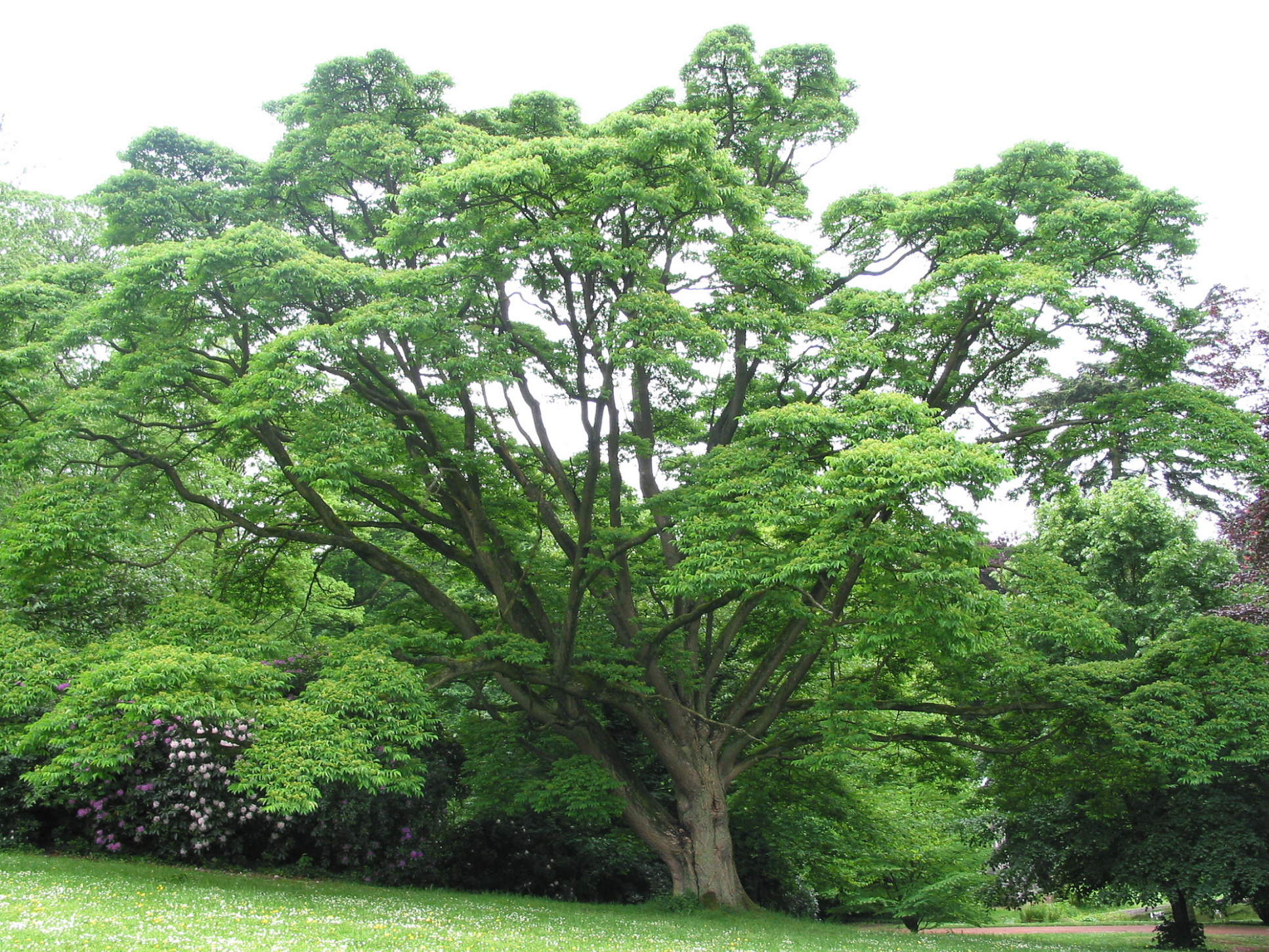
Бархат амурский
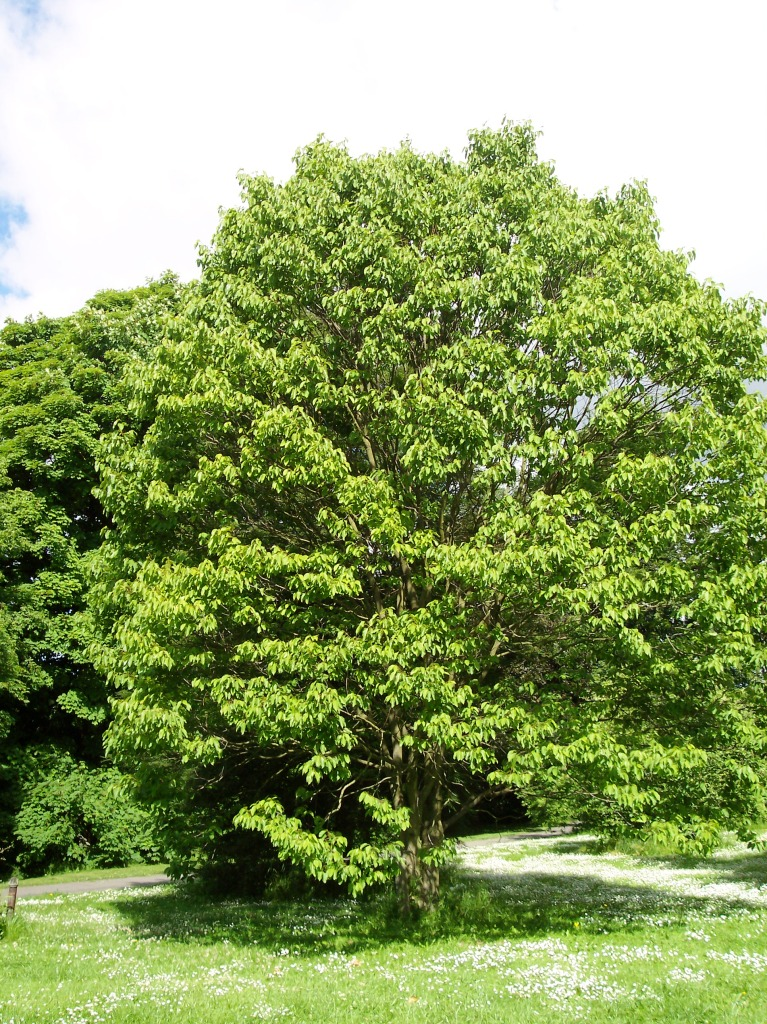
Конфетное дерево
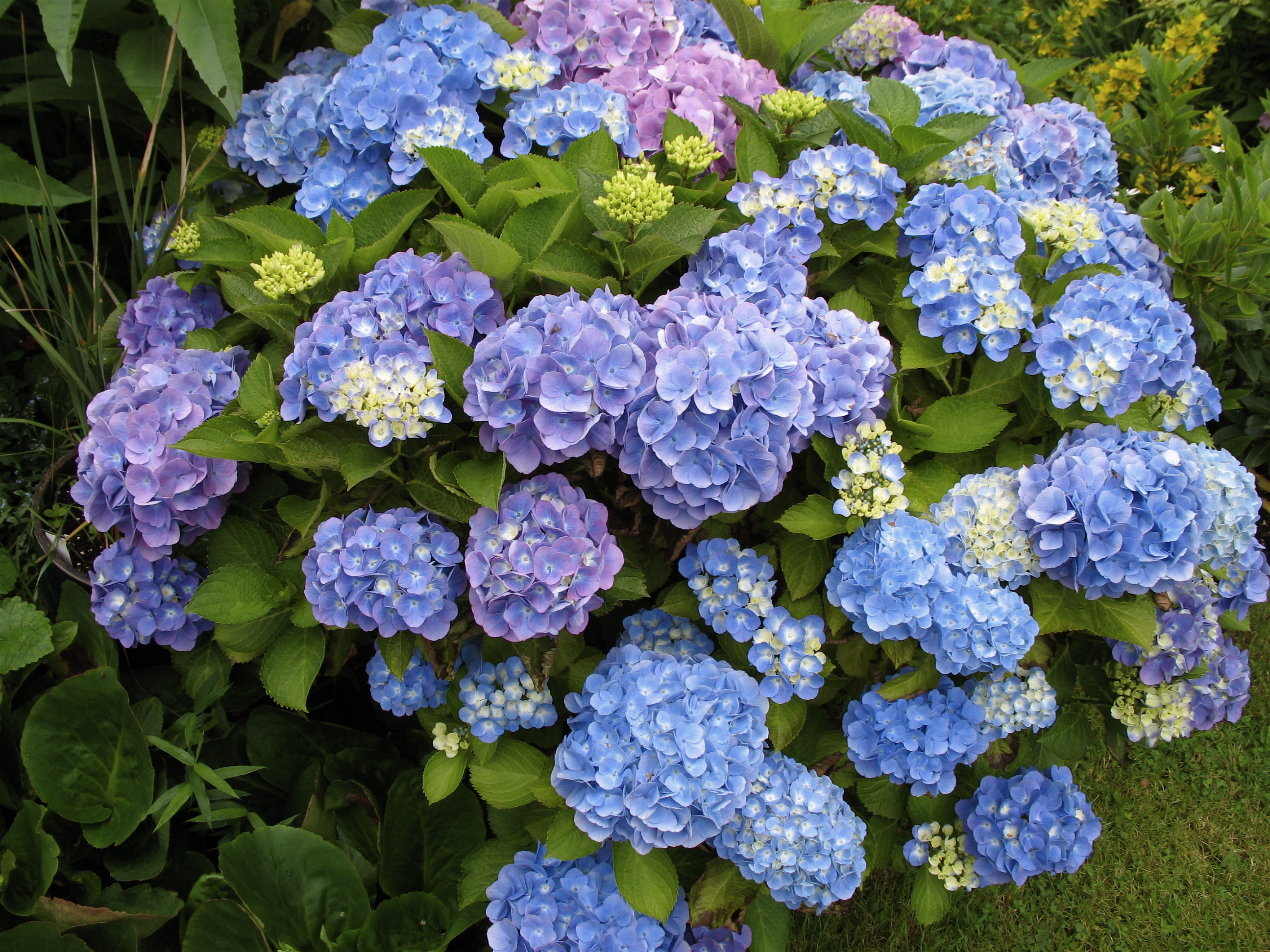
Гортензия крупнолистная

Большинство богатых коренных лесов равнин и низкогорий было замещено пашнями, пастбищами и садами. Вырубке подверглась и часть хвойно-широколиственных лесов. Позднее на их месте стали высаживать лесные культуры сосны, лиственницы и ели.
КНДР лежит целиком в природной зоне широколиственных лесов. Широколиственнолесные ландшафты относятся к разряду суббореальных (тёпло-умеренных) ландшафтов. В горах присутствуют высотные пояса, условно аналогичные зонам тайги (бореальные ландшафты — Б) и тундры (субарктические ландшафты — СА). Широколиственные леса — до 500 м, смешанные — до 1100 м, хвойные — 1700 м, тундры — от 2000 м.
- Альпийский пояс, тундры (СА). Характерные породы: дриада, морошка, лапчатка, брусника, арктоус, мак, рододендроны лапландский, Редовского.
- Субальпийский пояс. Берёза Эрмана, ольха зелёная, кедровый стланик, можжевельник сибирский, рододендрон золотистый, рябина бузинолистная.
- Пояс темнохвойных лесов (Б). Ели аянская и корейская, пихта белокорая, лиственница, берёзы, рябины обыкновенная и смешанная.
- Пояс хвойно-широколиственных лесов. Корейский кедр, пихта чёрная, тис, туя, липы, вязы, клёны (9-10 видов), калопанакс, вишни, актинидия.
- Пояс широколиственных лесов. Дубы, орех, каштаны мягчайший и городчатый, грабы, каркасы, шелковицы, стиракс, лаковое дерево, кёльрейтерия.

### Животный мир
Животный мир КНДР достаточно характерный для Восточной Азии, здесь водятся: амурский тигр, японский журавль, китайский богомол и другие.
Также на территории КНДР среди хищников встречаются в основном дальневосточные леопарды, бурые и уссурийские белогрудые медведи, обыкновенные рыси и волки. Распространёнными северокорейскими птицами могут являться орёл, бекас, журавль, цапля, обыкновенный фазан, тетерев-косач и рябчик. В лесах водятся такие звери, как обыкновенные лисицы, кабаны, горалы, сибирские косули, маньчжурские пятнистые олени, изюбри, колонки, выдры и обыкновенные белки. На территории Корейской Народной Демократической Республики встречается множество видов птиц. Среди них есть воробьиные, аисты, гуси, утки, кулики, чайки, бакланы, гагарки, кайры и чистики. Водоёмы богаты рыбой и морепродуктами.

## Административное деление
Территория государства поделена на девять провинций (то, кор. 도?, 道?), город прямого подчинения (чикхальси, 직할시, 直轄市) — столицу Пхеньян, и три города особого статуса (тхыкпёльси, 특별시, 特別市) — Кэсон, Нампхо и Расон.
Крупные города КНДР, кроме Пхеньяна (3 702 757 жителей):
- Синыйджу (286 000);
- Кэсон (352 000);
- Нампхо (467 000);
- Чхонджин (330 000);
- Вонсан (340 000);
- Саривон (161 000);
- Сонним (159 000);
- Хамхын (768 551);
- Хэджу (227 000);
- Канге (208 000);
- Хесан (110 000);
- Кимчхэк (200 000).

## Города
| №  | Название | Регион                   | Население |
| -- | -------- | ------------------------ | --------- |
| 1  | Пхеньян  | Город прямого подчинения | 3 255 288 |
| 2  | Хамхын   | Хамгён-Намдо             | 768 551   |
| 3  | Чхонджин | Хамгён-Пукто             | 667 929   |
| 4  | Нампхо   | Город с особым статусом  | 366 815   |
| 5  | Вонсан   | Канвондо                 | 363 127   |
| 6  | Синыйджу | Пхёнан-Пукто             | 359 341   |
| 7  | Танчхон  | Хамгён-Намдо             | 345 875   |
| 8  | Кэчхон   | Пхёнан-Намдо             | 319 554   |
| 9  | Кэсон    | Город с особым статусом  | 308 440   |
| 10 | Саривон  | Хванхэ-Пукто             | 307 764   |
| 11 | Сунчхон  | Пхёнан-Намдо             | 297 317   |
| 12 | Пхёнсон  | Пхёнан-Намдо             | 284 386   |
| 13 | Хэджу    | Хванхэ-Намдо             | 273 300   |
| 14 | Канге    | Чагандо                  | 251 971   |
| 15 | Анджу    | Пхёнан-Намдо             | 240 117   |
| 16 | Токчхон  | Пхёнан-Намдо             | 237 133   |
| 17 | Кимчхэк  | Хамгён-Пукто             | 207 299   |
| 18 | Расон    | Город с особым статусом  | 196 954   |
| 19 | Кусон    | Пхёнан-Пукто             | 196 515   |
| 20 | Хесан    | Янгандо                  | 192 680   |

## Население

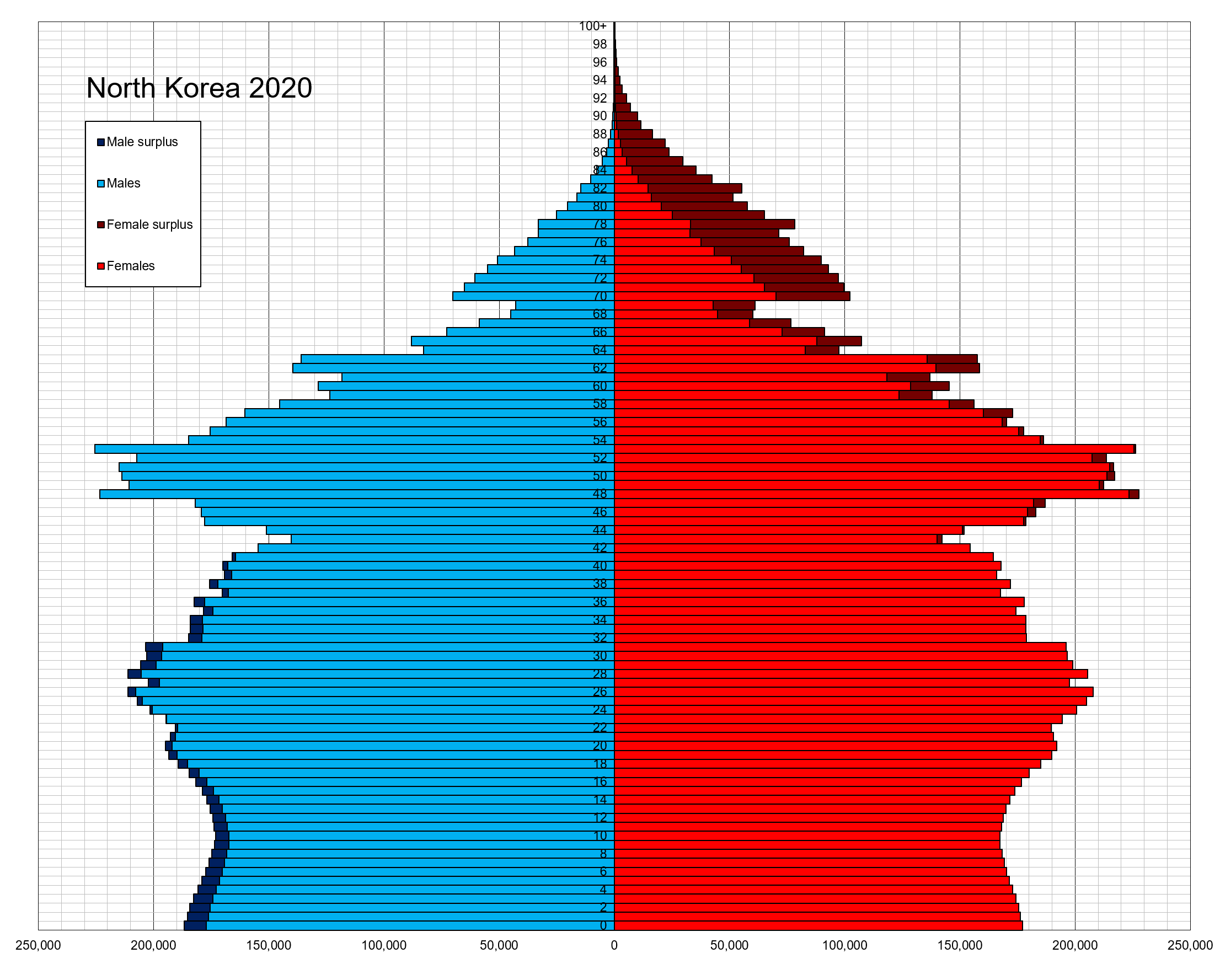
Возрастно-половая пирамида населения КНДР на 2020 год

КНДР — моноэтническое государство: корейцы в нём составляют около 99 % населения.

### Языки
Официальный язык КНДР — корейский. Между диалектами двух корейских государств имеется немало различий.

### Религия
КНДР является светским государством, большинство населения — атеисты. В Конституции КНДР сказано, что «гражданам гарантируется свобода совести» (глава 5, статья 68).
В КНДР церковь отделена от государства. Руководство страны ведёт атеистическую пропаганду и решительную борьбу с религией. В настоящее время в КНДР действуют два христианских храма: один католический (не признающий власти Святого Престола) и один православный. Номинально интересы христиан представляет Корейская христианская федерация, православных верующих объединяет Православный комитет КНДР.

## История

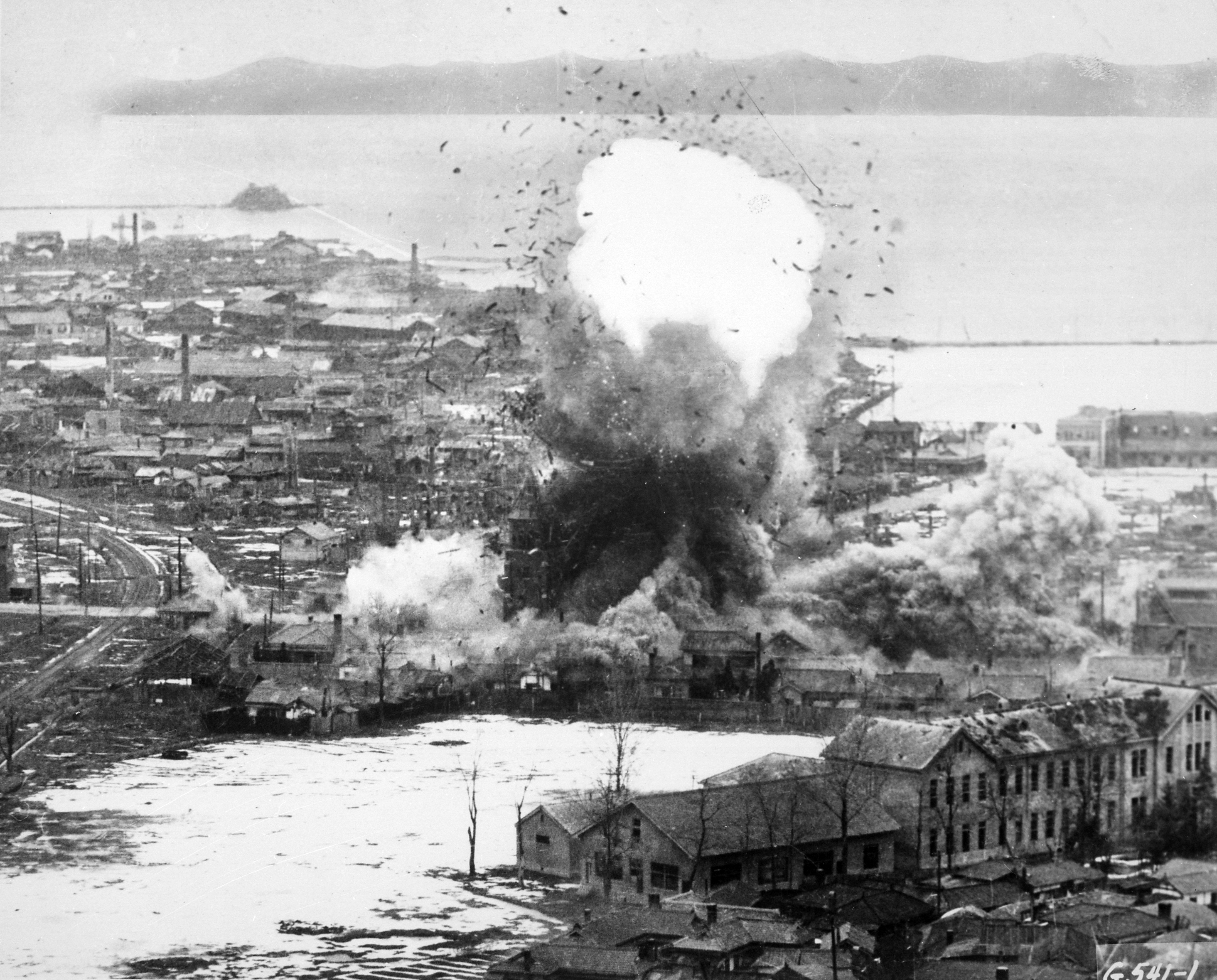
Бомбардировка Вонсана во время Корейской войны. ок. 1951 г.

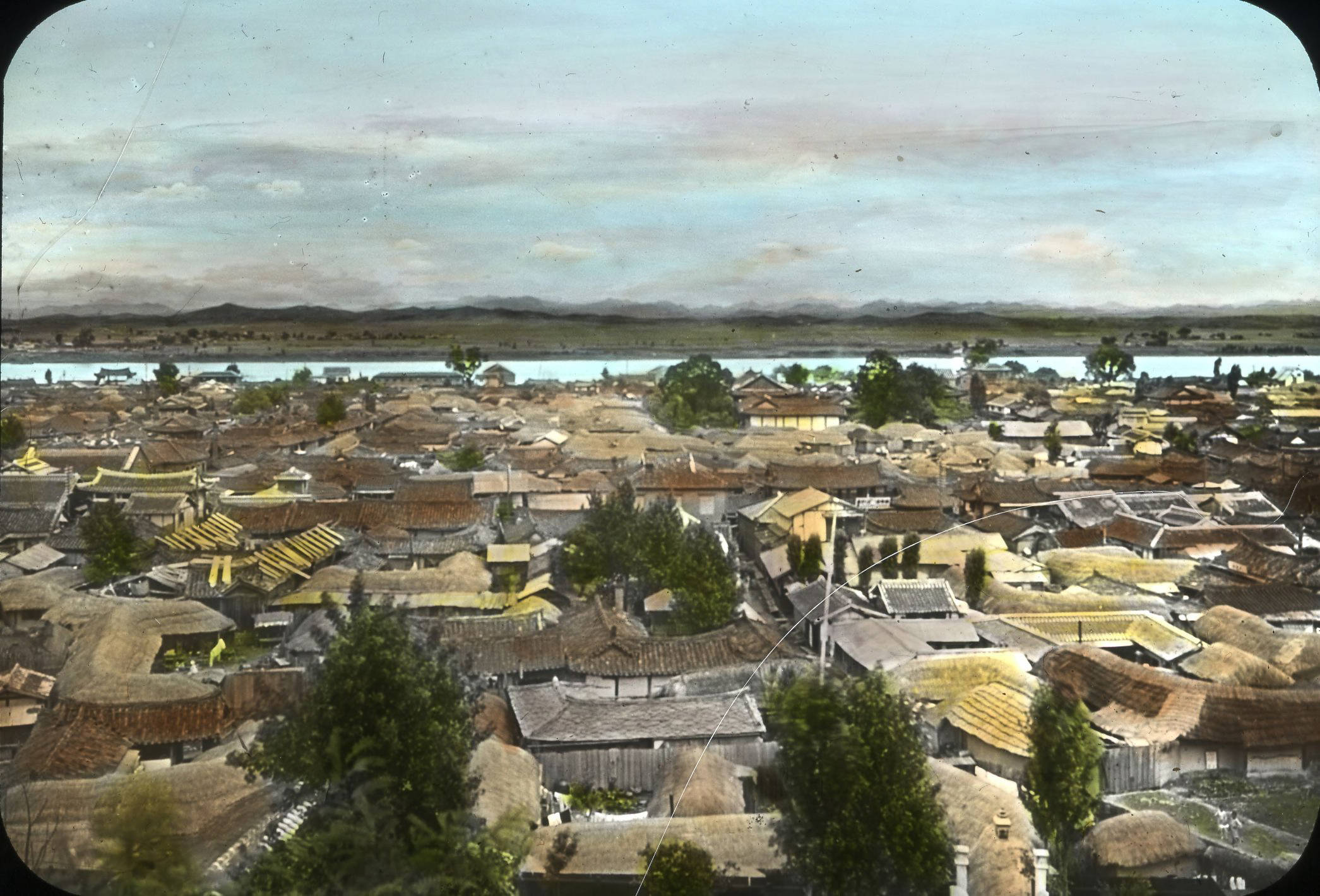
Пхеньян в начале XX века

В 1910—1945 годах Корея была колониальным владением Японии. После окончания Второй мировой войны территория Кореи севернее 38-ой параллели была под контролем Советского Союза, а южнее — США. СССР и США не удалось договориться об объединении страны, что привело к формированию в 1948 году двух различных правительств — северного (просоветского) и южного (проамериканского) — каждое из которых желало установить контроль над всей Кореей.
Корейская Народно-Демократическая Республика (КНДР) была образована 9 сентября 1948 года в ответ на образование на юге Корейского полуострова Республики Корея. Политическая власть была монополизирована Трудовой партией Кореи начиная с самых первых лет существования КНДР. В хозяйстве была установлена плановая экономика; приблизительно с 1949 года почти вся промышленность, а также внутренняя и внешняя торговля находятся под контролем государства. Первым руководителем нового государства стал Ким Ир Сен.
В 1950 году противоречия между двумя корейскими государствами привели к началу Корейской войны. 25 июня 1950 года войска КНДР перешли границу с Республикой Корея и вторглись на её территорию. В войне, продолжавшейся три года, было убито и ранено около 1,3 миллиона корейцев, разрушено более 80 % жилого фонда, промышленной и транспортной инфраструктуры обоих государств. На стороне Южной Кореи в войне участвовали США, Великобритания и ещё ряд стран (под флагом ООН), на стороне КНДР — Китай (военную помощь оказывал также СССР). Корейская война закончилась с заключением перемирия в 1953 году.
В политическом плане положение КНДР ухудшилось из-за разрыва отношений между Китаем и СССР, который начался в 1960 году.
В 1970-х годах темпы роста экономики КНДР несколько замедлились, по сравнению с послевоенными годами, но объёмы промышленного производства, национальный доход и благосостояние населения тем не менее продолжали устойчиво расти вплоть до конца 1980-х.
Ким Ир Сен умер в 1994 году, и его преемником стал сын, Ким Чен Ир. В годы его правления экономика страны стагнировала и продолжала оставаться изолированной.
В июле 2002 года было объявлено о начале реформ. Валюта страны была девальвирована, а цены на сельскохозяйственную продукцию отпущены в надежде простимулировать аграрный рынок страны. Коллективное хозяйство в деревне было решено заменить на хозяйства, построенные по семейному принципу. В итоге произошло увеличение зарубежных инвестиций: только Китай инвестировал 200 миллионов долларов в экономику страны в 2004 году.
В 2007 году, после визита президента Республики Корея Ли Мён Бака в КНДР, обе страны совместно обратились в ООН с просьбой содействовать объединению Кореи.
17 декабря 2011 года умер Ким Чен Ир, и уже 31 декабря 2011 года его преемником стал его самый младший, третий по счёту сын Ким Чен Ын.

### Политическая ситуация после смерти Ким Ир Сена
Смерть Ким Ир Сена в 1994 году совпала со множеством значительных проблем в стране, вызванных большими расходами на армию (учитывая развитие ракетно-ядерной программы), распадом социалистического лагеря и разрывом традиционных экономических связей. Несмотря на необходимость решать их, прошло три года после смерти отца, прежде чем Ким Чен Ир стал официальным лидером государства — председателем Государственного комитета обороны (ГКО) (пост президента был упразднён, а покойный Ким Ир Сен был провозглашён «вечным президентом» республики).
Во второй половине 1990-х годов в КНДР, по мнению историка-корееведа Андрея Ланькова, произошла «тихая смерть северокорейского сталинизма». Прекращение помощи со стороны СССР привело к крупномасштабному экономическому кризису — прежде всего, к постоянной нехватке питания (в середине 1990-х годов массовый голод унёс жизни, по разным оценкам, от 250 тысяч до 2 миллионов жителей КНДР), в связи с чем произошла легализация мелкого частного предпринимательства и челночной торговли с Китаем, фактически отменены и многие другие ограничения.
В 2000 году Ким Чен Ир, пытаясь вывести страну из международной изоляции, заявил, что КНДР готова отказаться от программы создания межконтинентальных ракет в обмен на помощь мирового сообщества в развитии северокорейской космонавтики, однако уже через две недели обратил своё заявление в шутку. Позднее, однако, жесточайший экономический кризис вынудил руководство КНДР вернуться к своему предложению.
КНДР и США уже начали обсуждать возможность визита в Пхеньян американского президента Билла Клинтона, но в ноябре 2000 года в США на выборах победил Джордж Буш младший, объявивший «крестовый поход» против КНДР, и диалог оборвался.
В своё время ряд СМИ регулярно выпускал публикации о возможном наследнике Ким Чен Ира. Среди возможных кандидатов называли его зятя Чан Сон Тхэка, а также сыновей: Ким Чен Нама, Ким Чен Чхоля и Ким Чен Ына.
Ким Чен Ир скончался 17 декабря 2011 года. 24 декабря в центральном печатном органе ТПК — газете «Нодон синмун», Ким Чен Ын впервые был назван Верховным главнокомандующим Корейской народной армии: «Мы клянёмся кровавыми слезами называть Ким Чен Ына нашим верховным главнокомандующим, нашим лидером». В ночь на 31 декабря Политбюро ЦК Трудовой партии Кореи официально назначило его верховным главнокомандующим вооружёнными силами страны. По сообщению газеты «Нодон синмун», утверждён в должности Председателя ЦК ТПК. Сразу после того, как он стал руководителем КНДР, многие начали сравнивать его с Михаилом Горбачёвым.
15 апреля 2012 года во время военного парада, посвящённого 100-летию рождения Ким Ир Сена, Ким Чен Ын впервые выступил на публике.
С именем нового руководителя КНДР связано нововведение в политическом лексиконе страны: проводимый им курс получил название «Пёнджин» (변진, 並進), что переводится как «параллельное развитие». Восстановился баланс влияния во власти между партийными и армейскими структурами. Возобновлена практика проведения регулярных съездов и прочих заседаний партийных структур, в том числе и на низовом уровне. Принятые в последние годы поправки в Устав партии и Конституцию КНДР наделили Политбюро новыми полномочиями. В целом же, политика «Пёнджин» объясняется как политика параллельного экономического роста и наращивания ядерных арсеналов. Вложение в ядерную отрасль рассматривается руководством страны как более эффективное средство поддержания обороноспособности страны в сравнении с перевооружением армии конвенциональным оружием.

## Государственное устройство
Действующая Конституция КНДР определяет КНДР как суверенное социалистическое государство, представляющее интересы всего корейского народа. Согласно конституции, власть в стране принадлежит рабочим, крестьянам, трудовой интеллигенции, всему трудовому народу.

По оценке корееведа А. Н. Ланькова, правящий режим КНДР утратил первоначальное идеологическое наполнение, оставил идеи переустройства общества и превратился в «квазисословную монархию». По мнению группы дипломатов и экспертов Российского национального комитета Азиатско-Тихоокеанского совета сотрудничества по безопасности, опорой власти в КНДР является номенклатурный правящий класс, сформировавшийся в течение десятилетий «по признаку крови», сплочённый многочисленными родственными и дружескими связями
По форме правления [КНДР] — наследственная абсолютная монархия с жестоким репрессивным режимом, номенклатурной аристократией и максимальной закрытостью от внешнего мира.«Мир ввели в заблуждение, КНДР не откажется от ядерного оружия» — российский дипломат (интервью с Г. Ф. Кунадзе) // «Апостроф», 13 июня 2018 г.

### Верховное народное собрание (парламент)
Верховное народное собрание состоит из 687 депутатов, избираемых на основе всеобщего, равного и прямого избирательного права тайным голосованием на 5 лет (выборы безальтернативные, официально объявляется, что правительственных кандидатов поддержало 100 % избирателей). Избирательное право — с 17 лет.

### Президиум Верховного народного собрания
Коллективный глава государства и постоянно действующий орган — Президиум Верховного народного собрания КНДР. В период между пленарными заседаниями он осуществляет заседания президиума, в которых участвуют председатель Президиума Верховного народного собрания, его заместители и секретарь (в отличие от пленарных заседаний, в которых участвуют председатель, заместители председателя, секретарь и члены). Президиум Верховного народного собрания был создан Конституцией 1948 года и упразднён Конституцией 1972 года. Его функции были разделены между Постоянным Советом Верховного народного собрания, выполнявшим функции Верховного народного собрания между его сессиями, и Центральным народным комитетом, являвшимся коллективным главой государства, наряду с индивидуальным главой государства — президентом, должность которого была введена этой же конституцией и фактически упразднена после смерти Ким Ир Сена в 1994 году.
16 июля 2018 года газета «Нодон синмун» сообщила, что президиум Верховного народного собрания КНДР 12 июля издал указ № 2318 о проведении амнистии, которая приурочена к 70-й годовщине создания КНДР. Указано также, что заключённых начнут выпускать на свободу с 1 августа, а правительство и соответствующие организации и ведомства «примут меры, чтобы освобождённые смогли привыкнуть и начать работать в обществе».

### Исполнительная власть
Правительство — кабинет министров (내각, нэгак), члены которого, за исключением министра народной армии, назначаются Верховным народным собранием. Создан Конституцией 1948 года, Конституцией 1972 года переименован в Административный совет, вновь получил прежнее название в 1998 году.
Председатель Кабинета министров — Ким Док Хун (с 13 августа 2020 года)
Кабинет министров обязан и уполномочен руководить работой всех комитетов, министерств, подведомственных учреждений и местных народных комитетов, составлять государственный план развития народного хозяйства и принимать меры по его осуществлению, составлять государственный бюджет и принимать меры по его исполнению. Кабинет министров принимает меры по укреплению денежно-банковской системы, заключает договоры с иностранными государствами и ведает внешними сношениями, принимает меры по сохранению общественного порядка, защите собственности и интересов государства и кооперативных организаций и обеспечению прав граждан (ст. 119).

### Государственный комитет обороны (ГКО)

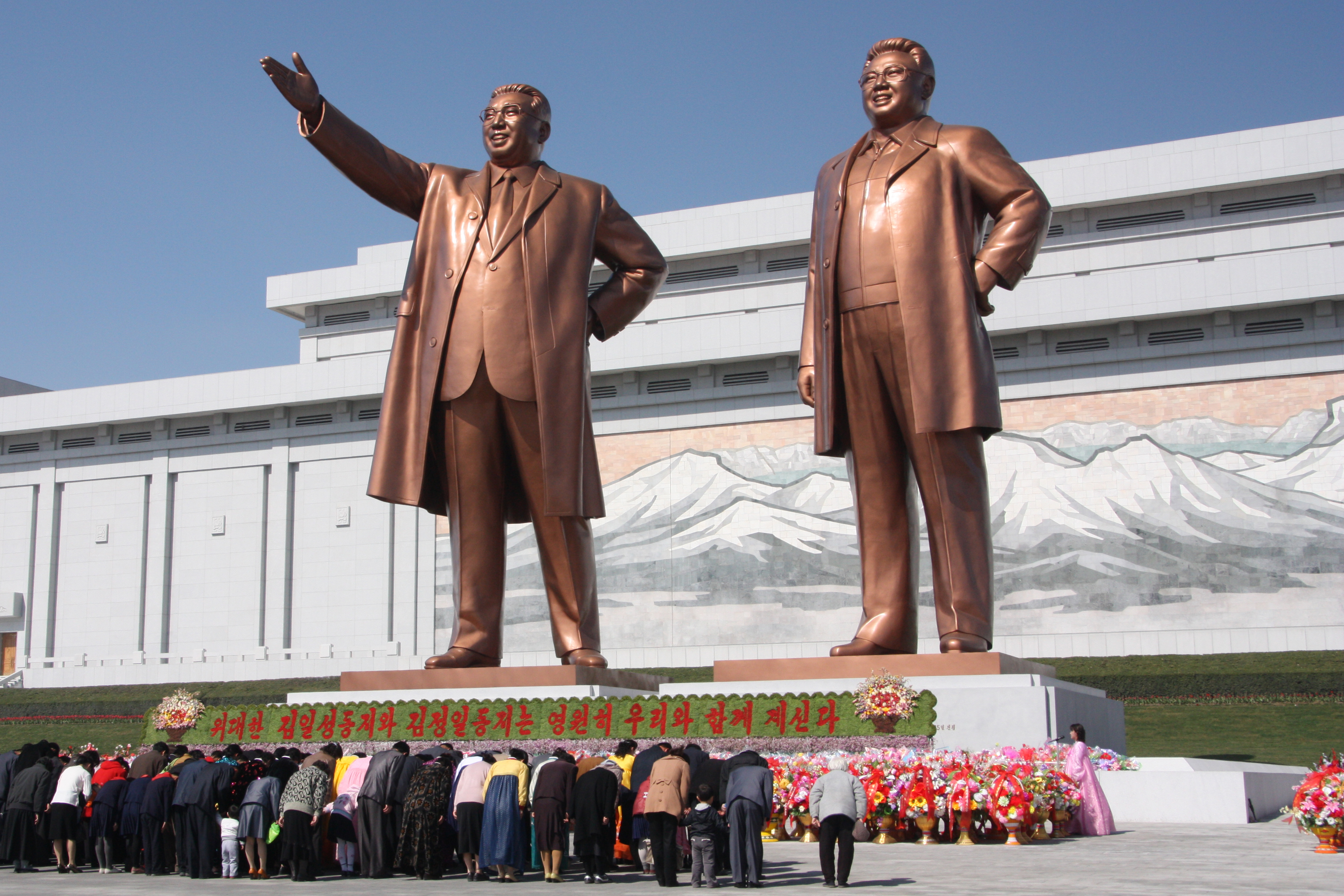
Ким Ир Сен и Ким Чен Ир

ГКО является высшим органом военной власти. После смерти Ким Ир Сена председатель ГКО с 1993 г. — Ким Чен Ир (сын Ким Ир Сена) стал фактическим лидером страны. После смерти Ким Чен Ира с 2011 года лидером страны является Ким Чен Ын (сын Ким Чен Ира и внук Ким Ир Сена).

### Судебная власть
Судебная система КНДР включает Центральный суд, провинциальные суды (городов центрального подчинения), народные суды и специальные суды (ст. 147—162). Органы судебной власти формируются на выборных началах: председатель Центрального суда избирается депутатами Верховного народного собрания на 5 лет, судьи и народные заседатели Центрального суда — президиумом ВНС (ст. 110). Центральный суд ответственен перед ВНС и президиумом ВНС в период между сессиями. Провинциальные (городов центрального подчинения) суды и народные суды (в городах, округах или городских районах) ответственны в своей деятельности перед соответствующими народными собраниями.
Разбирательство дел в судах открытое, с обеспечением обвиняемому права на защиту, но заседания суда бывают закрытыми в пределах, установленных законом. Прокурорский надзор осуществляют Верховная прокуратура, провинциальные и уездные прокуратуры.

### Местная власть
Местными органами государственной власти являются народные собрания, избираемые сроком на 4 года. Местными исполнительно-распорядительными органами являются народные комитеты. До 1998 года исполнительно-распорядительными органами были административные комитеты, а народные комитеты являлись постоянно-действующими органами народных собраний.

### Политические партии
- Трудовая партия Кореи, созданная в октябре 1945 года. Правящая партия КНДР, её руководящая роль зафиксирована в Конституции[57]. Идеологией партии является чучхе.
- Социал-демократическая партия Кореи — социал-демократическая, создана в ноябре 1945 года. Признаёт руководящую роль ТПК.
- Партия Чхондогё-Чхонудан («Партия молодых друзей религии небесного пути») — консервативная, создана в 1946 году. Признаёт руководящую роль ТПК.

С 1946 года объединявшей различные партии и движения в КНДР организацией во главе с Трудовой партией Кореи был Единый демократический отечественный фронт (ЕДОФ). В 2024 году ЕДОФ был упразднён вместе с отказом от политики мирного воссоединения страны.

### Государственные праздники
Григорианский календарь:
- 1 января — Новый год;
- 16 февраля — День сияющей звезды (день рождения Ким Чен Ира);
- 2 марта — День посадки деревьев;
- 8 марта — Международный женский день;
- 15 апреля — День Солнца (день рождения Ким Ир Сена);
- 25 апреля — День основания Корейской народной армии;
- 1 мая — Международный день труда;
- 9 июня — День основания Союза детей Кореи;
- 27 июля — День победы в Отечественной освободительной войне;
- 15 августа — День освобождения Родины (от Японии);
- 25 августа — День сонгун;
- 9 сентября — День образования Народного Правительства (день провозглашения КНДР);
- 10 октября — День основания Трудовой партии Кореи;
- 27 декабря — День социалистической Конституции.

Лунный календарь:
- 1 число 1 лунного месяца — Соллаль;
- 15 число 1 лунного месяца — Тэборым;
- 4—5 апреля — Чхонмён;
- 5 число 5 лунного месяца — Тано;
- 15 число 8 лунного месяца — Чхусок.

## Культура

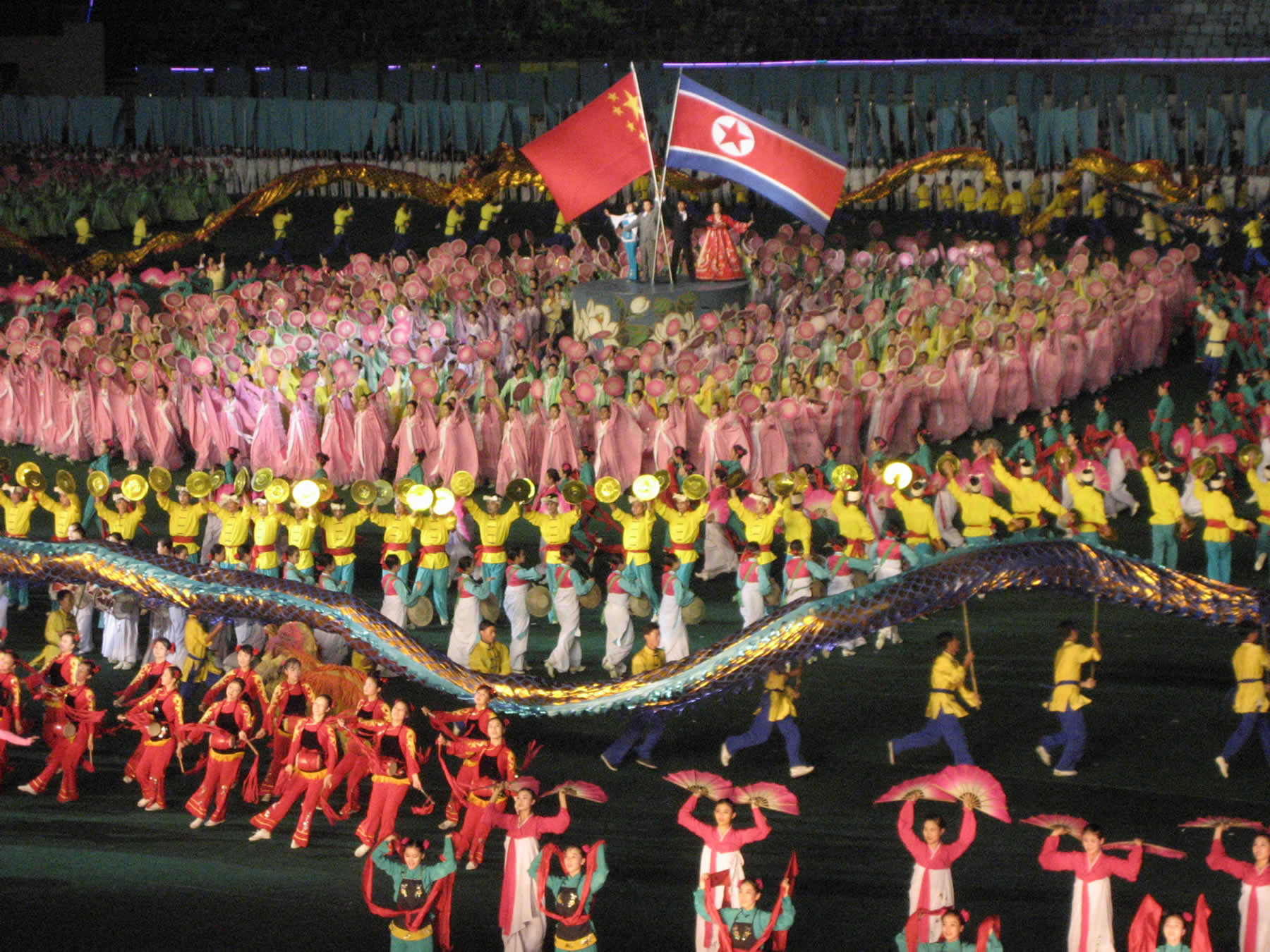
Представление «Ариран» на стадионе Первого мая в Пхеньяне

В КНДР существует развитая киноиндустрия, производящая кинофильмы в духе «социалистического реализма с корейской спецификой». Производятся и мультипликационные фильмы. Утверждается, что северокорейские мультипликаторы нередко выполняют заказы для европейских и американских студий.

### Спорт

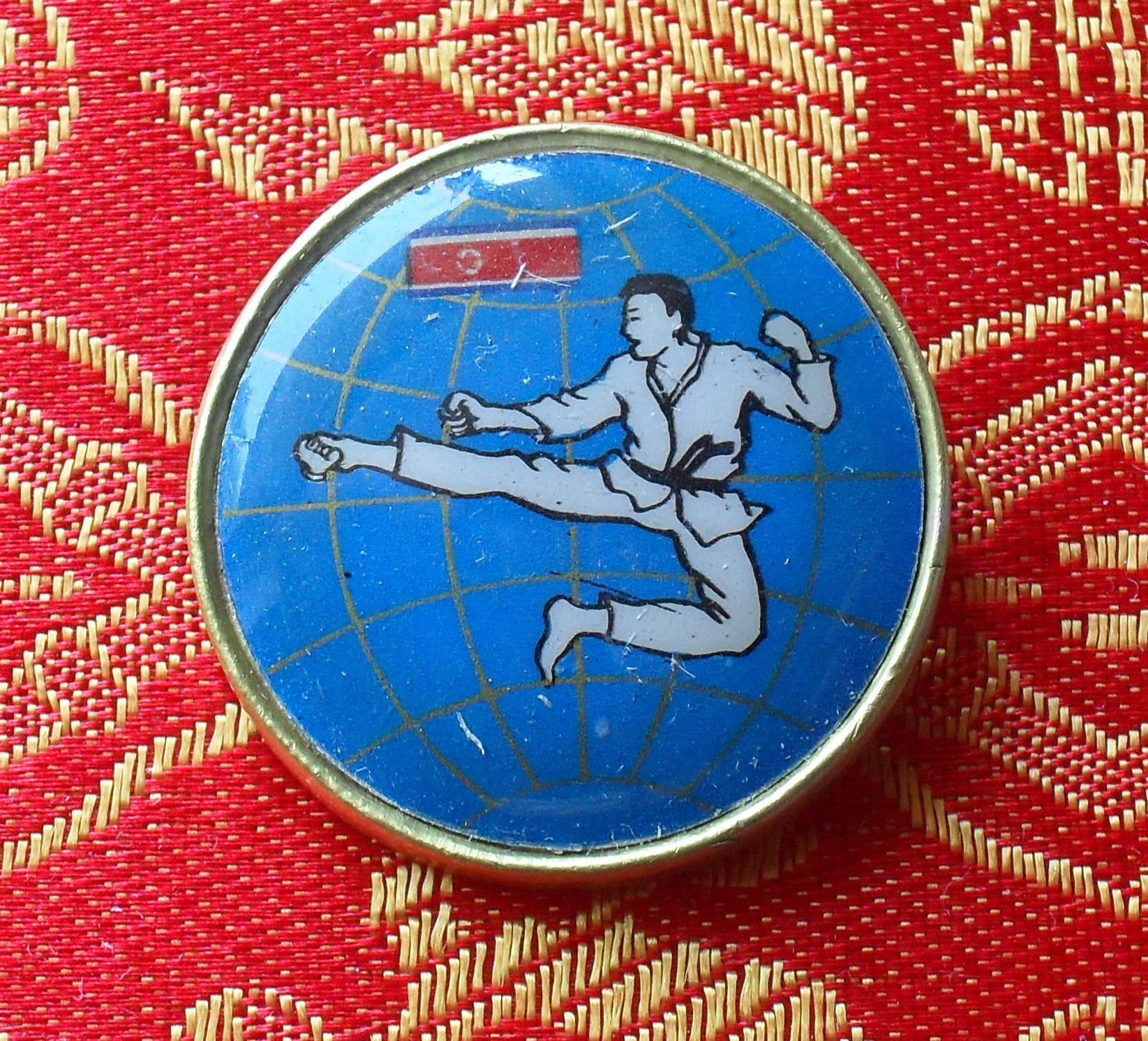
Значок «Тхэквондо» из КНДР

В КНДР популярны как традиционные корейские, так и многие западные виды спорта.

## Образование

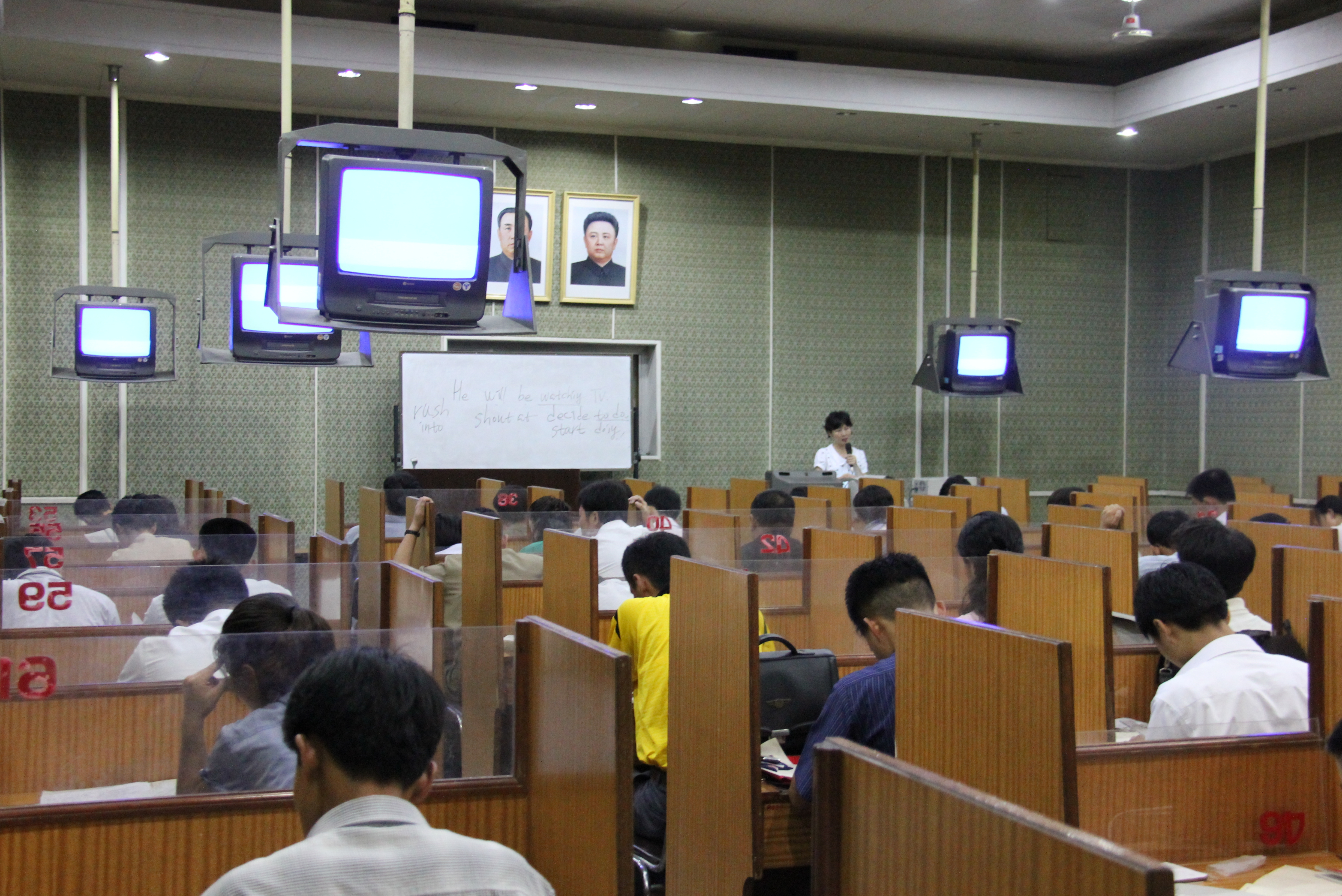
Лекция по английскому языку в Пхеньяне

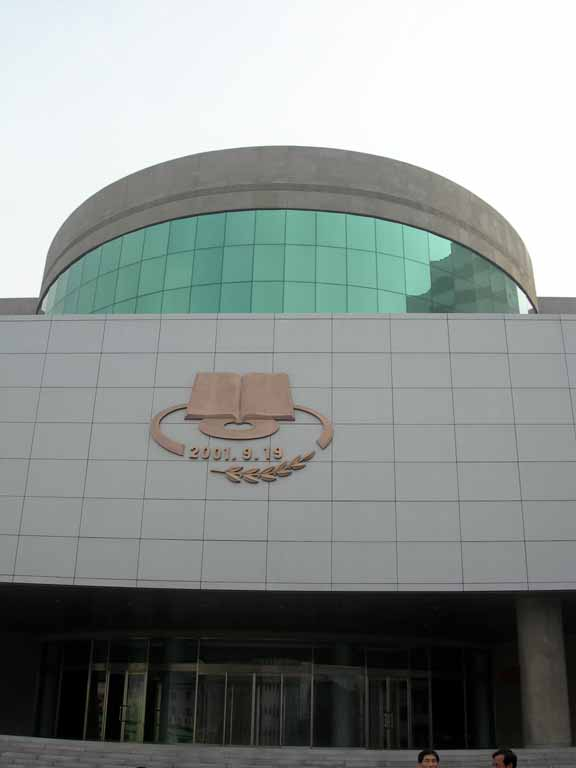
Электронная библиотека Промышленного института имени Ким Чхэка, Пхеньян

С 1975 года в КНДР осуществлён переход к всеобщему обязательному 11-летнему обучению (включая одногодичное дошкольное). В сфере высшего и среднего специального образования преобладает подготовка по техническим специальностям. Крупнейшее высшее учебное заведение КНДР — Университет имени Ким Ир Сена.

## Здравоохранение

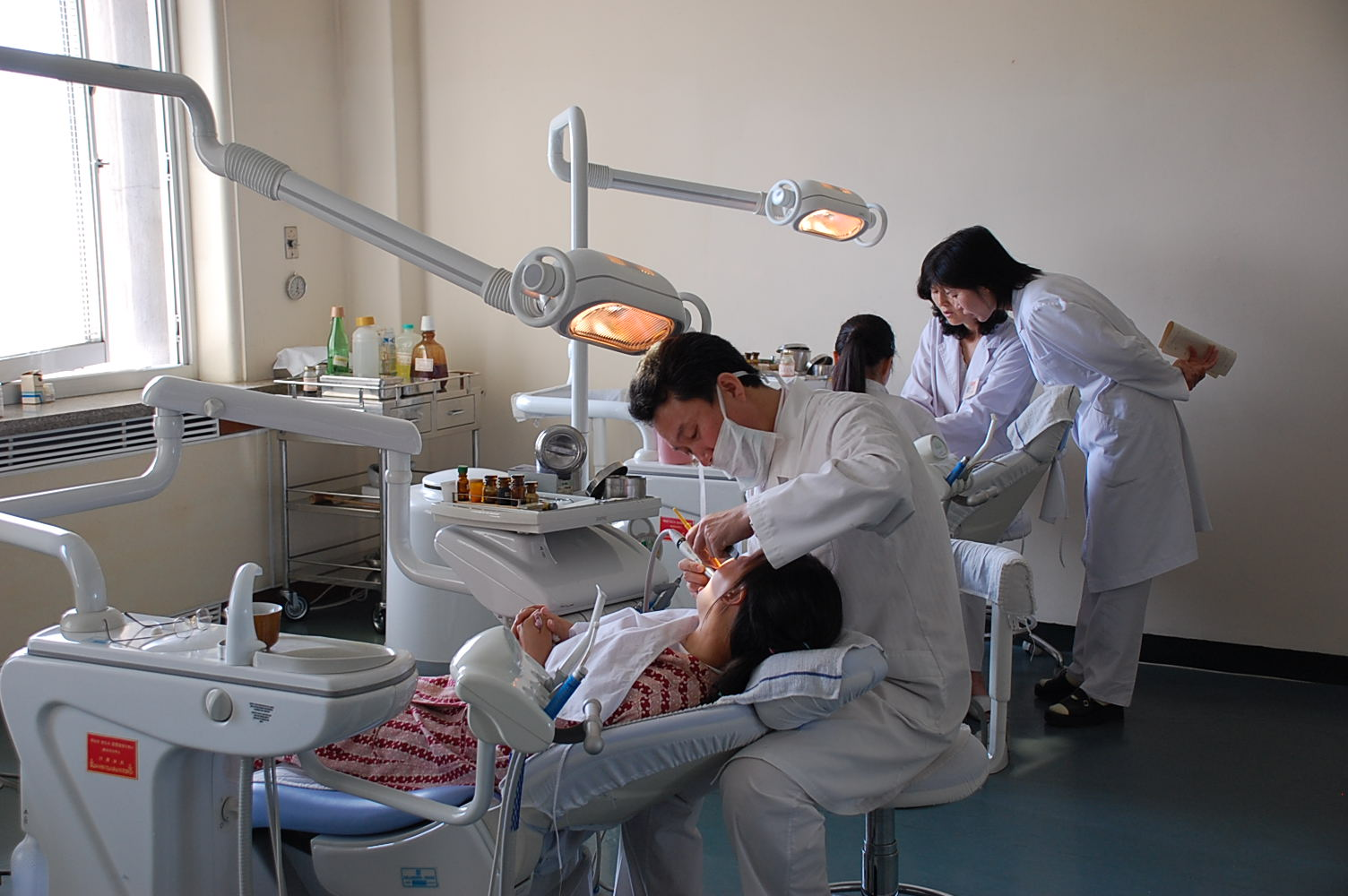
Стоматологический кабинет в одной из крупных больниц КНДР

В КНДР существует государственное медицинское обслуживание и система медицинского страхования. Расходы на здравоохранение составляют около 3 % ВВП. С 1950 года страна уделяет большое внимание здравоохранению: так, в период между 1955 и 1986 годами количество больниц выросло с 285 до 2401, количество поликлиник — с 1020 до 5644. Имеются больницы при фабриках и шахтах. Начиная с 1979 года больший акцент был сделан на традиционную корейскую медицину, основанную на лечении травами и акупунктуре.
Ситуация с медицинским обслуживанием населения в КНДР резко ухудшилась в конце 1990-х годов в результате стихийных бедствий, экономических проблем, нехватки электроэнергии и голода.
Почти 100 % населения имеет доступ к воде, но она не всегда пригодна для питья. Инфекционные заболевания, такие как туберкулёз, малярия и гепатит, эндемичны в стране. Средняя продолжительность жизни в КНДР — 70,7 года, 157-е место в мире по оценкам ЦРУ за 2017 год.
В августе 2018 года во время посещения завода по производству медицинского оборудования в провинции Пхёнан-Пукто лидер КНДР Ким Чен Ын раскритиковал систему здравоохранения страны, заявив, что в этой сфере «нечем гордиться».

## Экономика

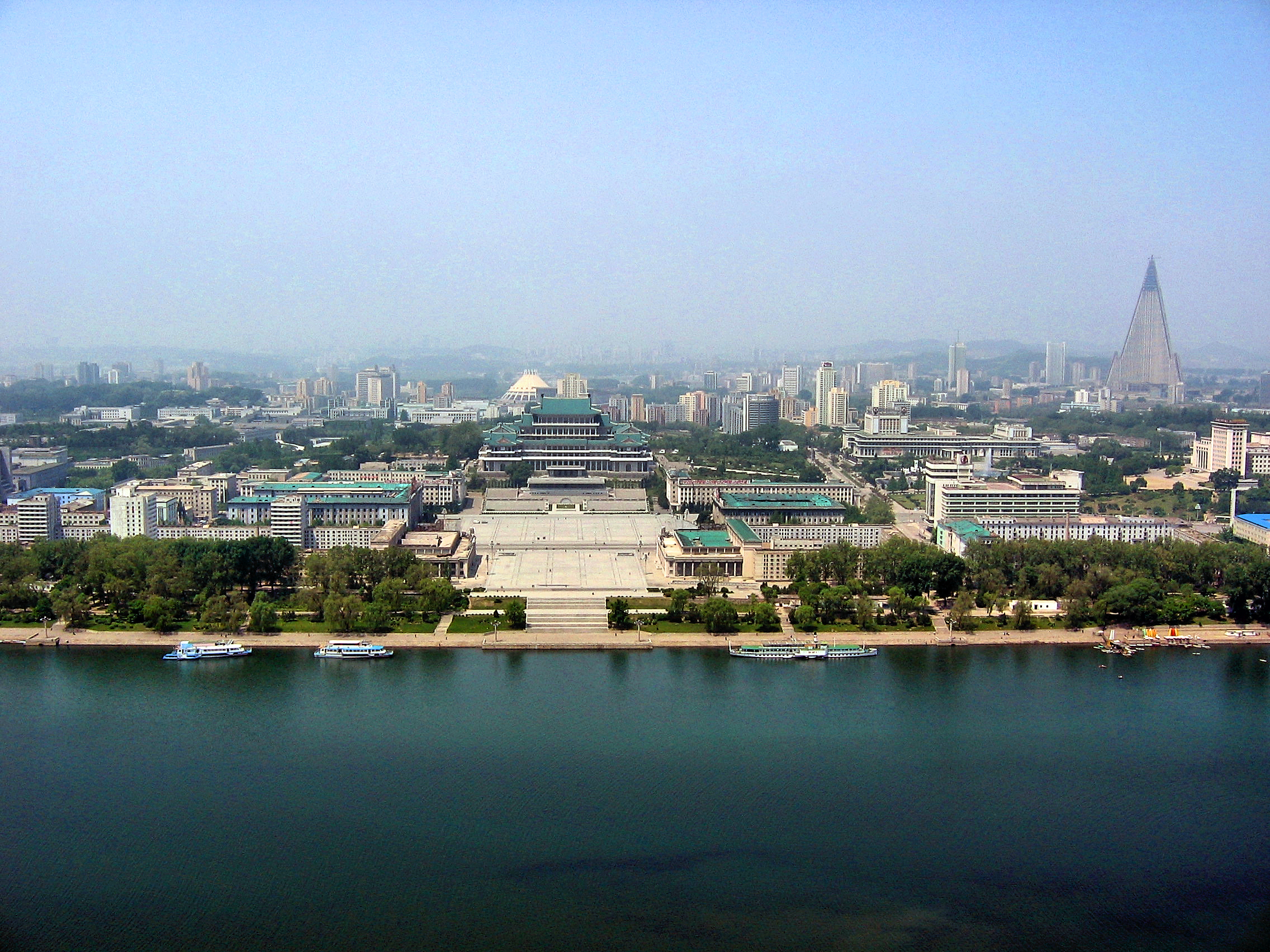
Пхеньян

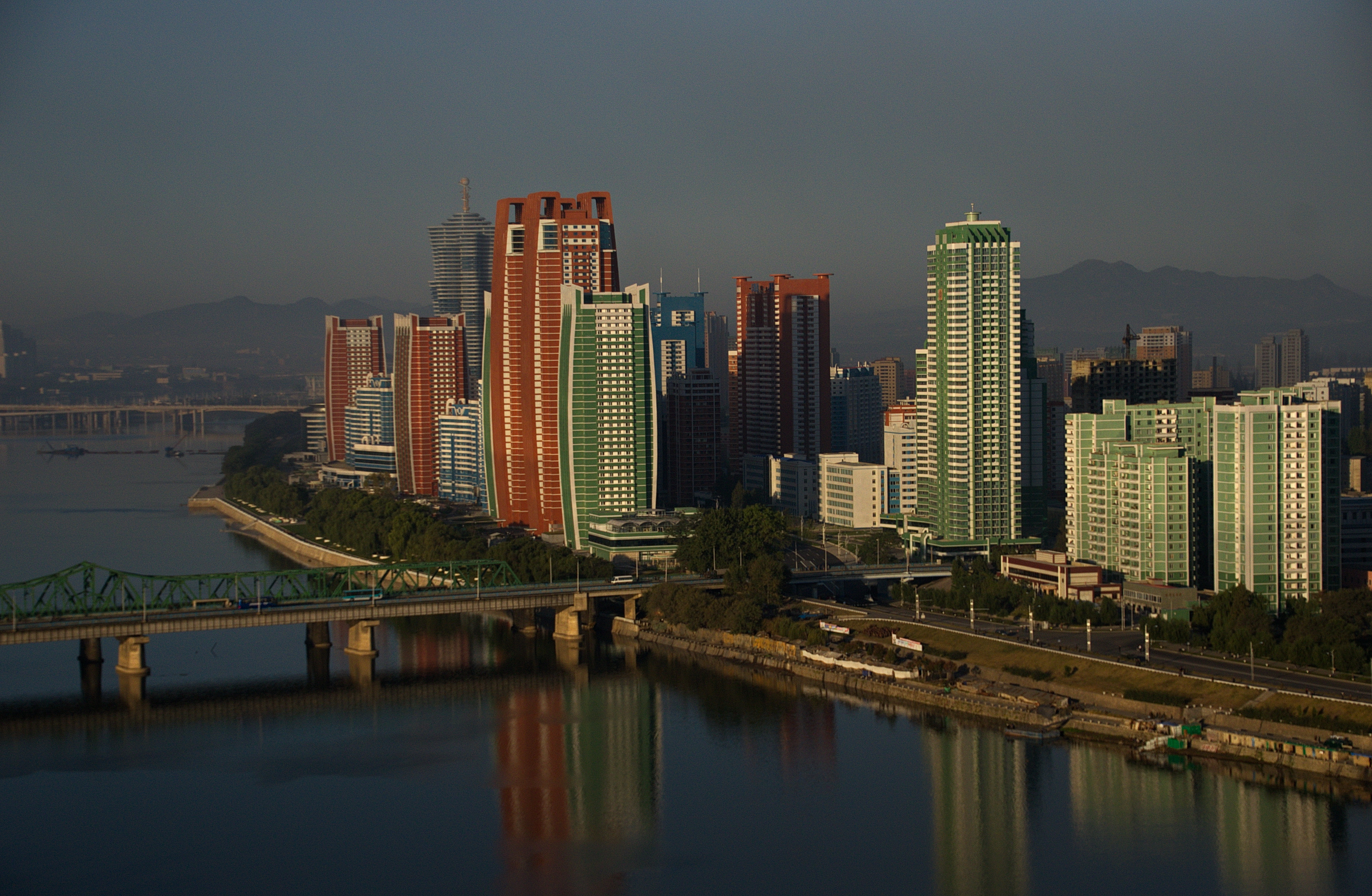
Современные высотки в Пхеньяне

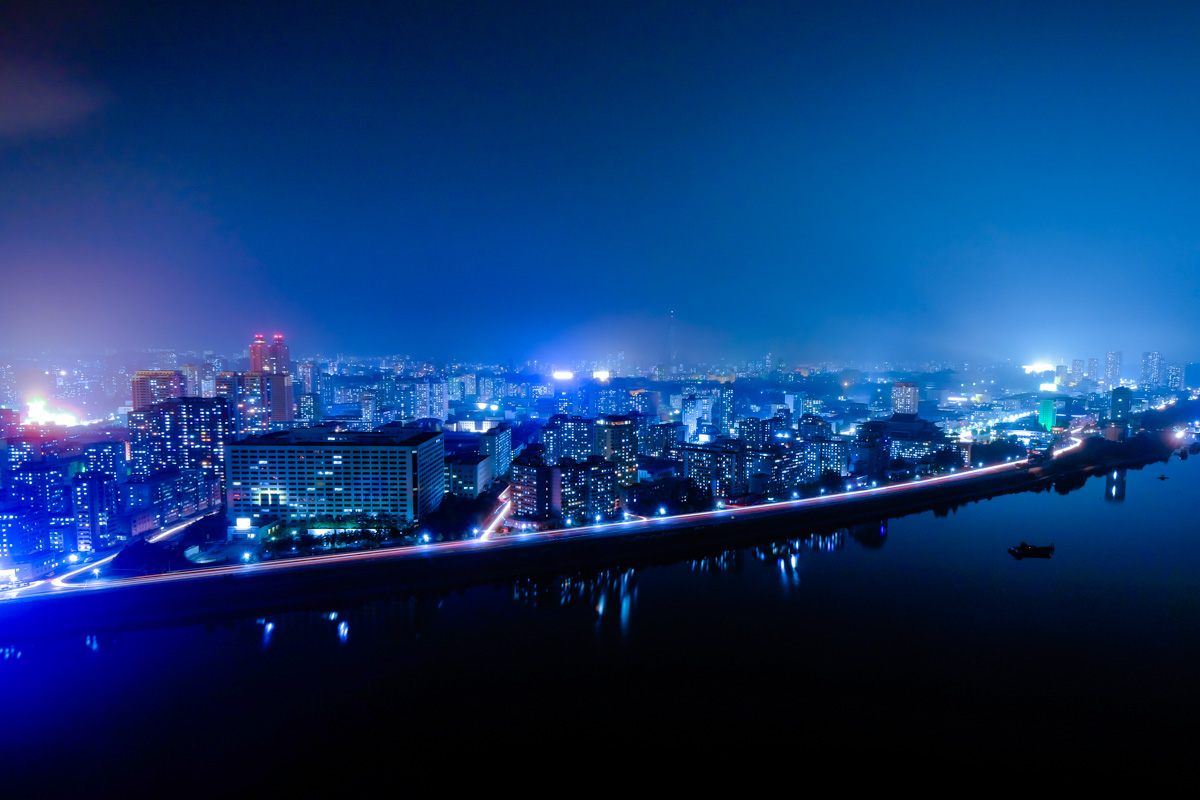
Ночной Пхеньян 1 октября 2014

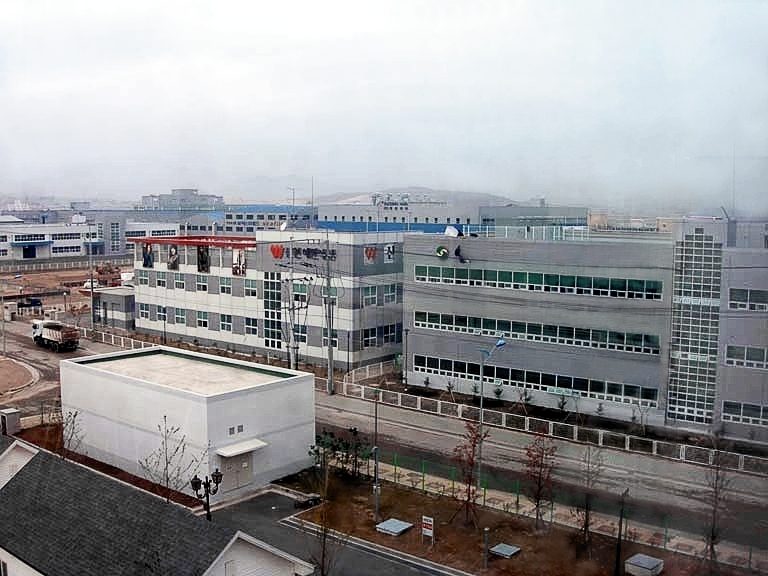
Фабрики промышленного района Кэсон

Экономика страны — смешанная, с большой долей государственного вмешательства. Особенностью является изолированность от остального мира, и, поскольку с начала 1960-х годов КНДР не публикует никакой экономической статистики, все данные о её экономике являются внешними экспертными оценками.
В эпоху существования СССР экономика страны опиралась на советскую помощь и первые послевоенные годы (после окончания Корейской войны 1950—1953 гг.) развивалась довольно динамично. Скачок цен на нефть в 1974 году негативно сказался на развитии страны. В 1980 году в стране произошёл дефолт, и на протяжении всех 1980-х производство падало.
С распадом СССР негативные тенденции, порождённые дефолтом 1980 года, усилились и, в том числе в связи со стихийными бедствиями, привели к масштабному голоду в середине 1990-х. При этом международным сообществом была предоставлена не менее масштабная гуманитарная помощь. По словам эмигрантов, большинство работоспособного населения КНДР неофициально зарабатывает в частном секторе из-за низкой оплаты труда на государственных предприятиях. Широко развит нелегальный рынок, основанный на реализации контрабанды из Китая.
Денежная реформа 2009 года была призвана укрепить плановую экономическую систему и уменьшить влияние рынка. Однако, по некоторым данным, реформа привела к резкому росту инфляции и дефициту товаров первой необходимости. В начале 2010 года ответственный за эту реформу председатель государственного планового комитета КНДР Пак Нам Ки был уволен, а в середине марта — расстрелян. По некоторым имеющимся сведениям, после этого сам премьер-министр КНДР Ким Ён Иль публично извинился перед народом за неудачную денежную реформу.
Прирост ВВП с 2006 года оценивается как 1 % в год. Бюджет 2002 года — 10,1 млрд долл.
Доля промышленности в ВВП в 2002 году — 34 %; доля сельского хозяйства в ВВП составляет 30 %.
Из-за гористого характера местности страна испытывает напряжённость в земельных ресурсах. Общая площадь сельскохозяйственных земель составляет немногим более 20 % всей территории, а пахотные земли — лишь 16 %. В среднем, на одного жителя республики приходится 0,12 га обрабатываемых земель, что в 3—4 раза меньше, чем в большинстве европейских стран. Главная отрасль сельского хозяйства — растениеводство. Обрабатывается 17 % территории, из них 2/3 орошается. Возделывают зерновые, соевые бобы, хлопчатник, лён, табак, сахарную свёклу. Плантации женьшеня. Овощеводство. Плодоводство. Животноводство: крупный рогатый скот, свиньи, птица. Шелководство. Рыболовство, добыча морепродуктов. Большинство возделываемых земель располагается на юге и на западе страны, именно эти земли пострадали от наводнения в 1995—1996 годах и от засухи в 1997 и 2000 годах. В 2002 году страна располагала поголовьем в 48 тыс. лошадей, 575 тыс. голов крупного рогатого скота, 2,6 млн коз. В 2001 году было выловлено 200 тыс. тонн рыбы и собрано 63 700 тонн прочих морепродуктов. Несмотря на это, в стране всегда наблюдался дефицит продуктов.
Коллективизация прошла в 1958 году. В сельском хозяйстве после реформ 2002 года началось переформирование колхозов в предприятия семейного типа.
Большие запасы руд цветных и легирующих металлов (медь, цинк, свинец, никель, вольфрам, молибден и другие). Экспорт цветных металлов — важнейший источник поступления иностранной валюты.

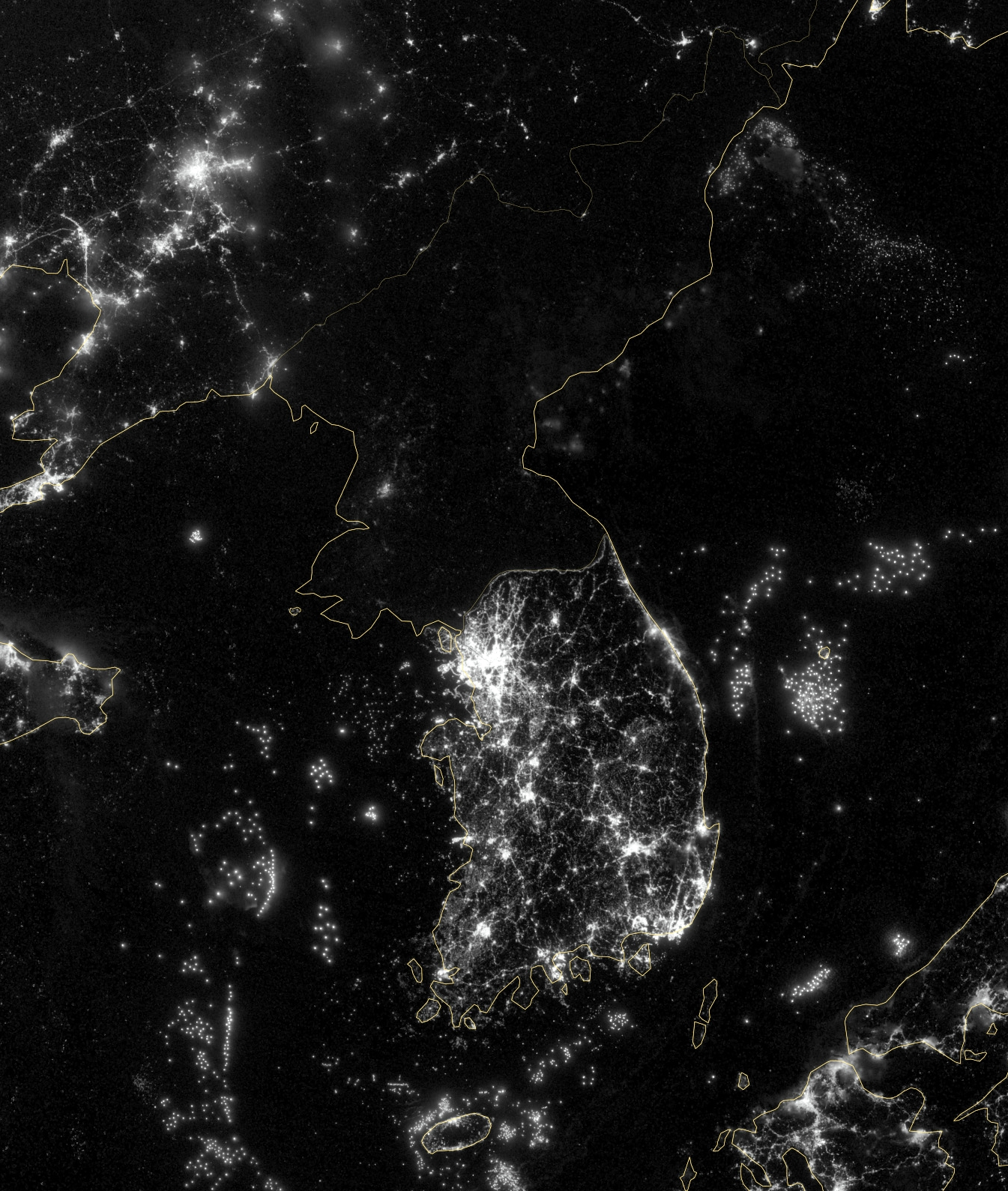
Изображение Корейского полуострова ночью, созданное с использованием спутниковых фотографий с метеоспутника Suomi NPP, 2012 год

С 1990-х годов, после значительного уменьшения поставок топлива из СССР и Китая, КНДР испытывает проблемы в электроэнергетике. Если в 1990-м году было выработано 27,7 млрд кВт⋅ч электроэнергии, к 2002 году это значение уменьшилось до 19 млрд кВт⋅ч. В результате на спутниковых снимках, сделанных ночью, КНДР, за исключением Пхеньяна, выглядит как тёмное пятно в Северной Азии.
Современная электроэнергетическая промышленность основывается на использовании гидроэнергетических ресурсов, оцениваемых примерно в 10 млн кВт, и твёрдого топлива в виде антрацита и бурого угля. В 2001 году на ГЭС было выработано около 69 % электроэнергии страны, остальное — получено за счёт сжигания угля. В 2005 году страна потребляла 25 000 баррелей нефти в день и производила только 138.
Развиваются лесная, нефтеперерабатывающая, химическая, текстильная и пищевая промышленности.
В КНДР производятся автомобили «Fiat» местной сборки и внедорожники, Токчхонский автозавод «Сынни» выпускает грузовики. Помимо автомобилей в КНДР также выпускают автобусы, троллейбусы и трамваи.

### Внешняя торговля
КНДР поддерживает торговые связи более чем со 100 странами. Объём товарооборота в 2002 году составил 2,4 млрд долл. Основные внешнеторговые партнёры КНДР — Республика Корея (642 млн долл.), Китай (550 млн долл.), Япония (500 млн долл.), страны Евросоюза (250 млн долл.), Россия (130 млн долл.). Внешний долг КНДР, по оценкам США, составляет 25 млрд долл. (2000), в том числе России — 8 млрд долл., Китаю — 4,5 млрд долл.
В 2010 году внешнеторговый оборот КНР и КНДР достиг 3,5 млрд долл. Профицит торговых отношений составил 1,3 млрд долл. в пользу КНР.
В экспорте КНДР преобладают морепродукты (по улову рыбы и других морепродуктов страна входит в первую двадцатку в мире) — 24,4 % от общего объёма экспорта; изделия текстильной промышленности — 21,6 %; машины, оборудование, электротехника — 15,1 %; металлы — 9,3 %; полезные ископаемые — 7,8 %; продукция химической промышленности — 6 %. Основными статьями экспорта из КНДР являются также антрацит, женьшень и другие препараты традиционной медицины.
В 2012 году на КНР пришлось более 67 % внешнеторгового оборота КНДР.

### Транспорт

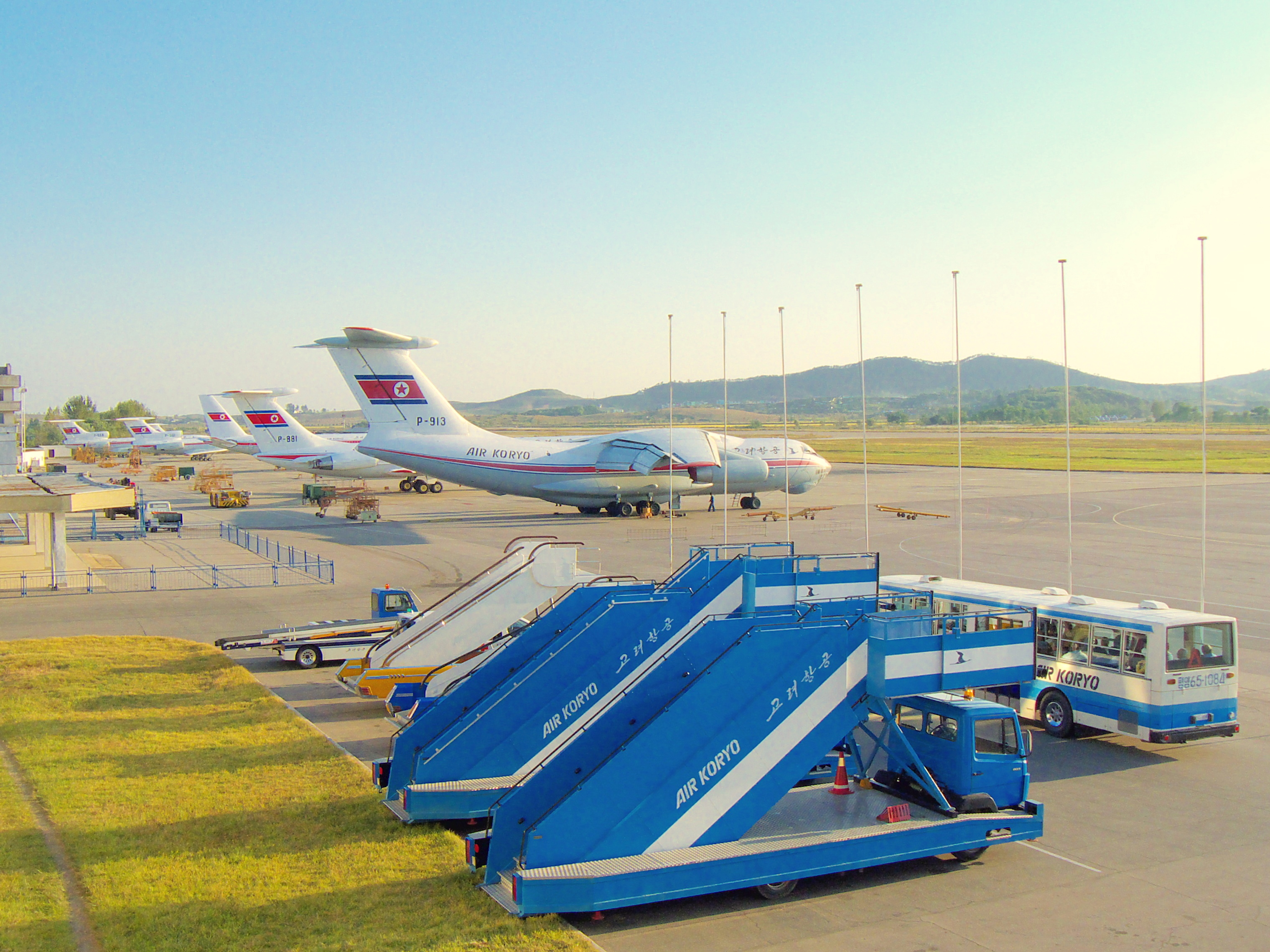
Международный аэропорт Сунан

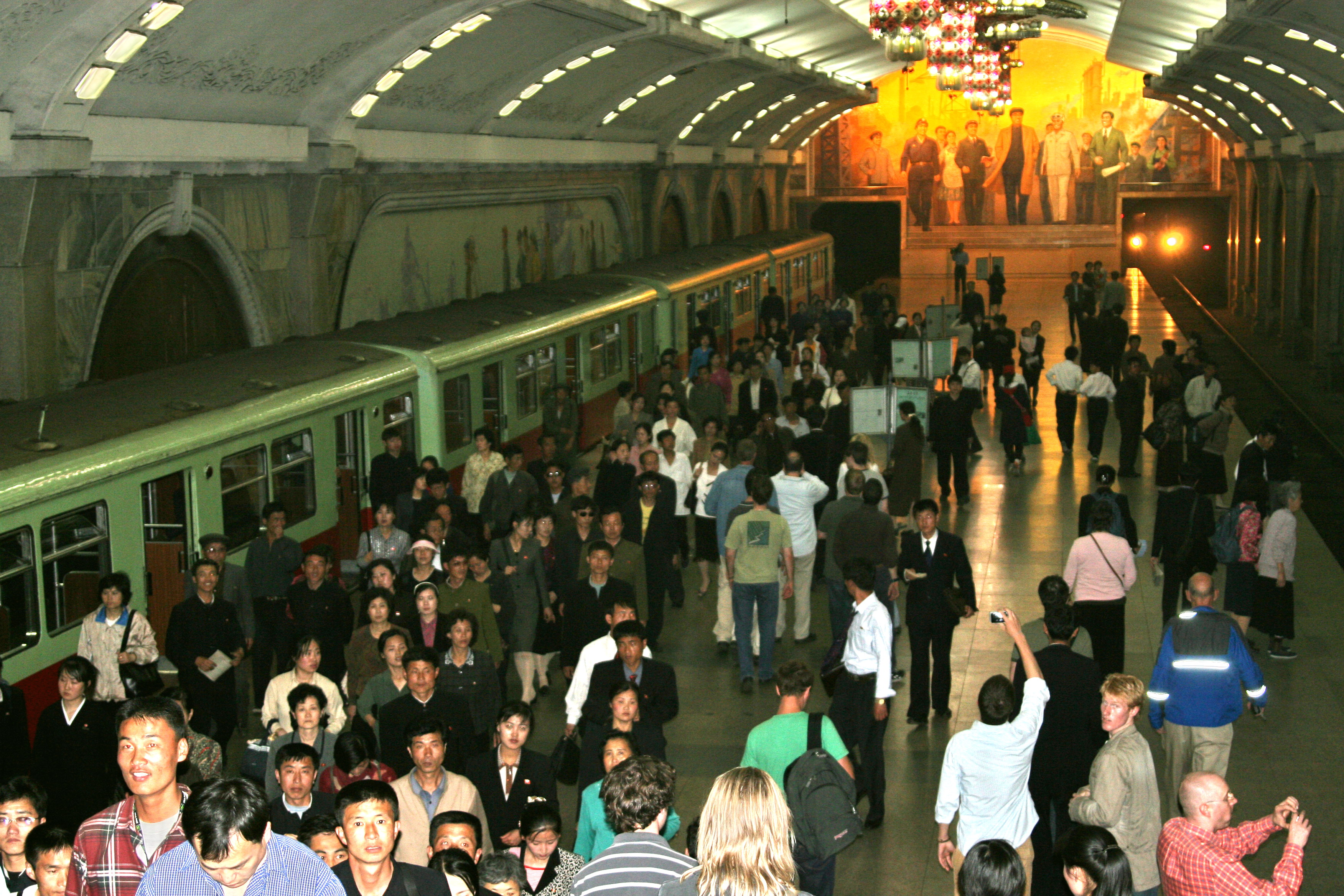
Час пик в метро Пхеньяна

Транспортная сеть страны достаточно развита, но устарела. В 1990 году в стране было около 30 000 км дорог, из которых лишь около 1700 — асфальтированные. После стихийных бедствий в середине 1990-х дорожная инфраструктура сильно пострадала, и теперь общая протяжённость дорог — 25 554 км, из которых 724 километра — асфальтированные. Самое крупное и хорошо сохранившееся шоссе — из Пхеньяна в Вонсан, длиной около 200 км. Широко распространён железнодорожный транспорт. Железнодорожная сеть имеет длину 5235 км, из которых электрифицировано 3500 км. Из-за больших запасов угля в стране по-прежнему используются паровозы для тяги грузовых и пассажирских составов. Много рек, проходящих по территории КНДР, являются дополнительным водным путём. Общая протяжённость водных путей составляет 2250 км.
Крупными портами являются города Хамхын, Чхонджин, Кимчхэк, Хэджу и Нампхо. Количество аэропортов — 78, вертолётных площадок — 23. Основной авиаперевозчик — «Air Koryo» — является государственной компанией, с регулярными рейсами в Пекин, Бангкок, Макао и Владивосток. Городской транспорт является наиболее развитым в столице страны, где население передвигается на трамваях, троллейбусах и метро. Из-за нехватки топлива автобусы используются редко. Автомобили также редки, но велосипеды стали основным способом передвижения широких слоёв населения.

### Туризм

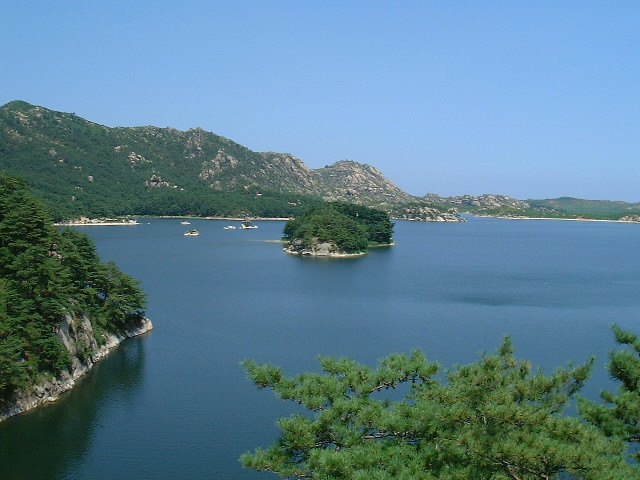
Озеро Самильпхо

Политика изоляционизма, долгое время проводимая правительством КНДР, привела к тому, что международный туризм в стране развит слабо. Иностранных туристов в КНДР больше всего привлекают природные достопримечательности и «неосталинистская» атмосфера в стране. Наблюдается рост числа иностранных туристов: так, если в 2000 году страну посетили почти 130 000 туристов, то в 2012 г. это число увеличилось до 250 тыс. человек, среди которых большую часть (240 тыс.) составили граждане КНР и около 5-6 тыс. — граждане стран Запада.
Южнокорейские граждане должны получить специальное разрешение от правительств Республики Корея и КНДР, чтобы въехать в страну. В начале XXI века район гор Кымгансан, расположенный возле южнокорейской границы, был утверждён в качестве специальной туристической зоны, куда южнокорейским гражданам не требуется разрешения на въезд.
КНДР является популярным направлением для китайских туристов. Это связано с тем, что для китайских граждан въезд в страну существенно облегчён по сравнению с гражданами других государств; кроме того, в КНДР есть специальные казино для иностранцев (в Китае они запрещены). Также китайских туристов привлекает дешевизна многих товаров в КНДР по сравнению с Китаем.
В 2008 году австрийский путешественник Хельмут Уттенталер сумел проехать в КНДР в беспересадочном вагоне сообщением Москва — Пхеньян (Минжелдор КНДР). В 2012 году для жителей Дальнего Востока России открылось новое туристическое направление — экономическая зона Насон. В 2025 году для российских туристов лично Ким Чен Ыном был открыт курортный комплекс в городе Вонсан.

### Голод

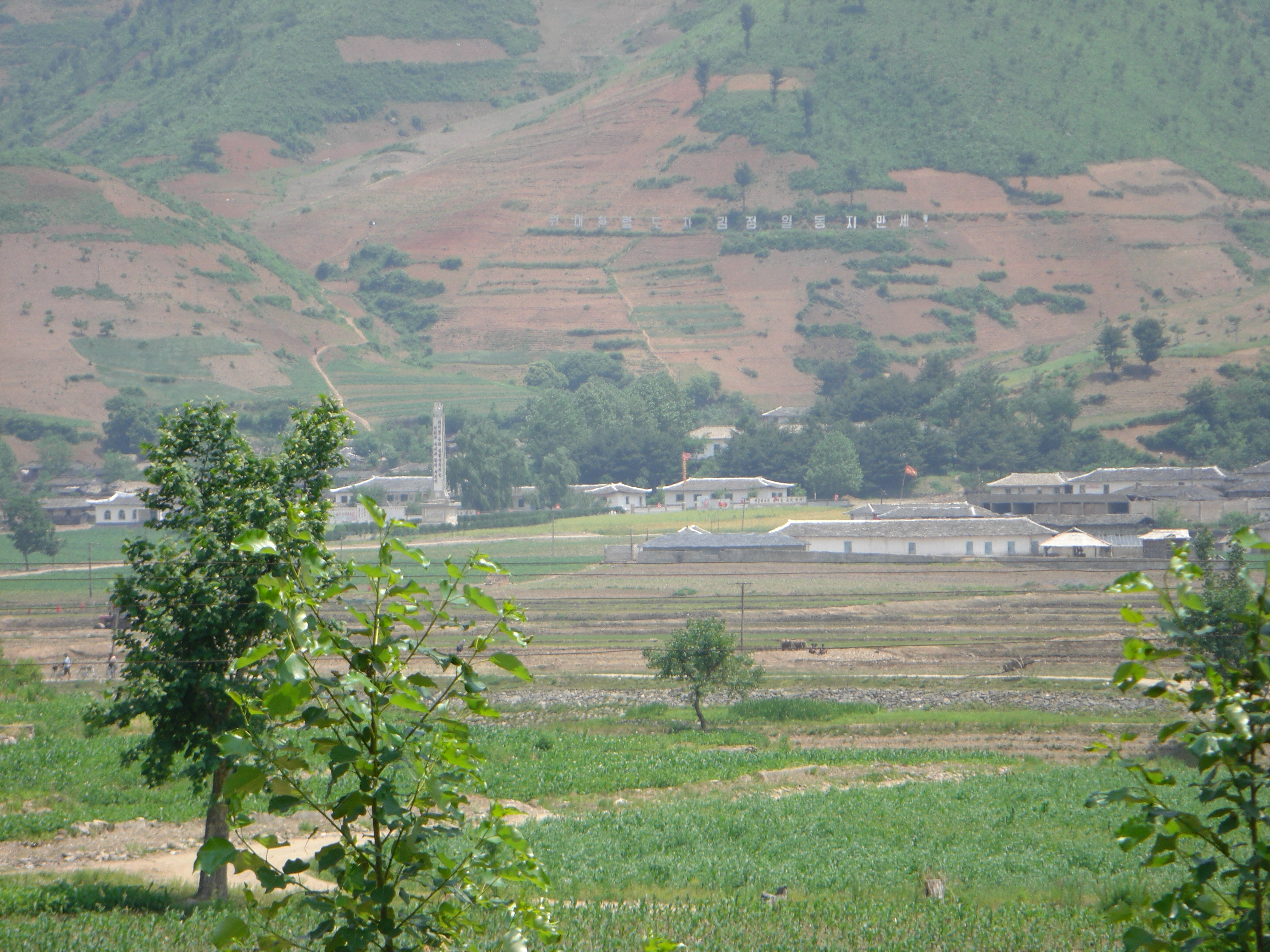
Севернокорейские фермы

В 1990-x годах КНДР столкнулась со значительными экономическими осложнениями, в том числе: ряд стихийных бедствий, бесхозяйственность и недостаток ресурсов после распада восточного блока. Они привели к нехватке зернового производства на более чем 1 млн тонн из продовольствия, признанного международным сообществом необходимым для обеспечения минимальных калорийных потребностей населения. Голод в КНДР, известный как «Трудный поход», приводил к гибели, по разным оценкам, от 30 до 800 тысяч человек ежегодно в течение трёхлетнего периода, достигнув пика в 1997 году. Большинство смертей, скорее всего, было вызвано болезнями, связанными с голодом, в числе которых пневмония, туберкулёз и дизентерия.
В 2006 году организация «Amnesty International» сообщила, что национальное обследование питания, проведённое правительством КНДР при поддержке Всемирной продовольственной программы и Детского фонда ООН, обнаружило, что 7 % детей сильно страдают от недоедания и находятся в состоянии истощения; 37 % недоедают хронически; 23,4 % страдают недостаточностью веса. Каждая третья мать в стране недоедает и страдает анемией из-за эффекта продолжительного голодания. Инфляция, вызванная в 2002 году экономическими реформами, в том числе политикой «сонгун» («армия прежде всего»), привела к возрастанию цен на основные продукты питания.
История японской помощи КНДР отмечена рядом проблем — начиная от давления большой пропхеньянской общины корейцев в Японии, заканчивая общественным возмущением по поводу запусков северокорейских ракет и похищением японских граждан. В июне 1995 года была достигнута договорённость о гуманитарном содействии. Южная Корея предоставила 150 000 тонн зерна в немаркированных мешках, а Япония предоставила безвозмездно 150 000 тонн и ещё 150 000 тонн на льготных условиях. В октябре 1995 года и январе 1996 года КНДР снова обратилась к Японии за помощью. В этих двух случаях, оба из которых пришлись на пик северокорейского голода, оппозиция со стороны Южной Кореи и внутренние политические источники привели к отмене сделки.
Начиная с 1997 года США начали поставку продовольственной помощи в КНДР в рамках Всемирной продовольственной программы ООН (МПП) по борьбе с голодом. Поставки достигли максимума в 1999 году при почти 700 000 тонн зерна. При администрации Джорджа Уокера Буша помощь сокращалась из года в год с 350 000 тонн в 2001 году до 40 000 в 2004 году. Администрация Буша критиковалась за использование «пищи как оружия» в ходе переговоров по ядерной программе КНДР.
В результате проведённых в 2012—2013 годах преобразований в аграрной сфере (так называемых «мер 28 июня 2012 года» и «мер 30 мая 2014 года») в КНДР резко выросли урожаи. По данным А.Н. Ланькова, урожай 2013 года — «первый урожай за 25 лет, которого хватает КНДР, чтобы прокормить себя». Урожай 2014 года был ещё обильнее.
Заместитель Генерального секретаря ООН по гуманитарным вопросам Марк Лоукок 11 июля 2018 г. заявил об увеличении объёмов гуманитарной помощи в КНДР.

## Вооружённые силы
По состоянию на 2018 год армия КНДР насчитывала 1 280 000 человек и являлась пятой (по другим данным, четвёртой) по величине в мире после как минимум Китая, США и Индии, и всё это при численности населения в 2018 году в 25 млн человек и экономической стагнации. В резерве насчитывается около 5,6 млн человек, 600 тысяч из которых являются участниками Рабоче-крестьянской Красной гвардии. Комплектование по призыву. Численность родов войск выглядит следующим образом: Сухопутные войска — около 1,1 млн человек (включая 88 тысяч бойцов спецназа), ВМС — 60 тысяч человек, ВВС — 110 тысяч. Полувоенные охранные формирования, пограничная охрана и органы охраны общественного правопорядка насчитывают ещё 189 тысяч человек.
КНДР тратит на содержание армии 27 % национального дохода.
В КНДР принципиально нет гражданских строительных организаций, и всё строительство в стране осуществляется военными строителями, которые соответственно составляют значительную часть от общей численности армии. 8 февраля 2018 года состоялся парад и митинг, посвящённый 70-й годовщине со дня основания Корейской народной армии, за день до официальной церемонии открытия Олимпийских игр в Южной Корее, на площади имени Ким Ир Сена в Пхеньяне, столице КНДР.
Руководство вооружёнными силами и военным строительством осуществляется Государственным советом КНДР, во главе которого находится Верховный Главнокомандующий — Маршал КНДР Ким Чен Ын. Председатель Государственного совета КНДР командует и руководит всеми Вооружёнными силами и ведает обороной страны в целом.
В КНДР существует воинская обязанность, призыву подвергаются граждане по достижении 17 лет.
Срок службы призывников в сухопутных войсках составляет 5—12 лет. Основными объединениями и соединениями сухопутных войск являются армия, корпус, дивизия и бригада. Армия постоянного состава не имеет, а развёртывается на базе армейских корпусов. Срок службы призывника в ВВС и ПВО составляет 3—4 года.
Срок службы призывника в Военно-морских силах составляет 5—10 лет.
С середины 1990-х годов КНДР почти полностью удовлетворяет потребности своей армии в артиллерийско-стрелковом вооружении, отдельных образцах ВВТ.
Организационный состав вооружённых сил на 2018 год выглядел следующим образом. Сухопутные войска в организационной структуре имеют 15 корпусов: 2 механизированных, 12 пехотных, корпус обороны Пхеньяна. В составе этих корпусов находятся 1 бронетанковая дивизия, 4 механизированные дивизии, 27 пехотных дивизий, 15 бронетанковых бригад, 9 бригад РСЗО, 14 пехотных бригад, 1 артиллерийская дивизия, 21 артиллерийская бригада. Под командованием Сил специального назначения имеется — 88 тысяч военнослужащих, которые распределены между 6 снайперскими бригадами, 9 бригадами лёгкой пехоты, 8 отдельными батальонами специального назначения, 17 отдельными разведывательными батальонами, 3 воздушно-десантными бригадами, 1 воздушно-десантным батальоном, 2 воздушно-десантными снайперскими бригадами и 2 снайперскими бригадами морской пехоты. В резерве Сухопутных войск находится 40 пехотных дивизий и 18 пехотных бригад.
Военно-морские силы, штаб которых расположен в Пхеньяне, организационно разделены на два флота. Флот Восточного моря (штаб — в Нагвоне) и Флот Западного моря (штаб — в Нампхо). Первый располагает 9 военно-морскими базами, второй — 10.
Военно-воздушные силы включают в себя 4 командования (33 полка), плюс 3 отдельных батальона. Три командования отвечают за северный, восточный и южный оборонительный сектора, четвёртое — тренировочное — отвечает за северо-восточный сектор. ВВС располагает 11 авиабазами, в основном в приграничном с Южной Кореей районе, несколько — в приграничном с Китаем.
Основная часть сил развёрнута вдоль хорошо укреплённой демилитаризованной зоны. По оценкам, на вооружении корейской народной армии состоит около 3500 основных танков, 560 лёгких танков, 2500 ед. бронетранспортёров и легкобронированной техники, 3500 стволов буксируемой артиллерии, 4400 САУ, 2500 РСЗО, 7500 миномётов, 24 ПУ ракет класса «земля-земля», неизвестное количество ПУ ПТУР, 1700 безоткатных орудий, в сухопутных войсках насчитывается приблизительно 11 000 зенитных орудий.
В составе флота насчитывается 92 ПЛ, 3 фрегата, 6 корветов, 43 ракетных катера и МРК, 158 сторожевых (патрульных) кораблей, 103 торпедных катера, 334 патрульных катера, 10 десантных кораблей, 2 батареи береговой обороны, 130 судов на воздушной подушке, 23 тральщика, 1 плавбаза, 8 малых судов, 4 судна обеспечения.
В составе ВВС насчитывается 80 бомбардировщиков, 541 истребитель и истребитель-бомбардировщик, около 316 транспортных самолётов, 588 транспортных (многоцелевых) вертолётов, 24 боевых вертолёта, 228 учебно-тренировочных самолётов, минимум 1 БПЛА.
КНДР имеет военных советников в 12 африканских государствах.
Основу военной доктрины страны составляет активная оборона.

### Кибершпионаж и вымогательство
Власти США обвиняют спецслужбы КНДР в многочисленных актах кибершпионажа, шантажа и вымогательства. В феврале 2021 года заместитель генерального прокурора США по вопросам национальной безопасности Джон Димерс назвал КНДР «общеизвестным криминальным синдикатом».
16 февраля 2021 года власти США предъявили трём гражданам КНДР обвинение в попытке вымогательства и хищения из банков и компаний по всему миру на сумму более 1,3 млрд долл. США. По мнению минюста США, обвиняемые служат в Управлении внешней разведки генштаба КНДР.

## Ядерная программа КНДР
Нередко исследователи называют началом ядерной деятельности КНДР 1952 год, когда было принято решение о создании Исследовательского института атомной энергии. В действительности, создание ядерной инфраструктуры в КНДР началось в середине 1960-х гг.

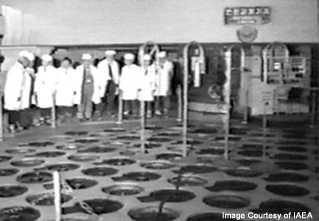
Крышка атомного реактора мощностью 5 МВт в Ядерном центре в Йонбёне

В 1959 году КНДР заключила договоры о сотрудничестве в области мирного использования ядерной энергии с СССР и КНР и начала строительство исследовательского центра в Йонбёне, где в 1965 году был установлен советский реактор ИРТ-2000 мощностью 2 МВт. Реактор ИРТ-2000 — это исследовательский легководный реактор бассейнового типа с водно-бериллиевым отражателем нейтронов. В качестве топлива в этом реакторе применяется сравнительно сильно обогащённый уран.
В 1985 году в Йонбёне началось строительство ещё одного ядерного реактора проектной мощностью 50 мегаватт. Тогда же в районе Тхончхона началось строительство реактора мощностью 200 МВт. По оценкам специалистов, эти реакторы имеют двойное назначение: производство электроэнергии и получение оружейного плутония.
Работы по созданию ядерного оружия были начаты в 1970-е годы. В 1974 году КНДР вступила в МАГАТЭ. В том же году Пхеньян обратился за помощью в создании ядерного оружия к Китаю; северокорейские специалисты были допущены на китайские полигоны.
Согласно рассекреченным данным, в 1994 году президент США Билл Клинтон совместно с министром обороны Уильямом Джеймсом Перри рассматривал возможность нанесения ракетного удара по ядерному реактору в Йонбёне, однако, после того как были запрошены аналитические данные у председателя объединённого комитета начальников штабов ВС США генерала Джона Шаликашвили, стало ясно, что подобный удар может привести к полномасштабной войне с большим количеством американских и южнокорейских потерь, а также огромными потерями среди гражданского населения, в результате чего администрация Клинтона была вынуждена пойти на невыгодные, с её точки зрения, «Рамочные соглашения» с КНДР.
В 2003 году начались переговоры по ядерной программе КНДР с участием Китая, США, России, Южной Кореи и Японии.
Первые три раунда (август 2003 года, февраль и июнь 2004 года) не принесли особых результатов. А от участия в четвёртом, намеченном на сентябрь, Пхеньян уклонился в связи с очередным обострением американо-корейских и японо-корейских отношений.
Надежда на успешное разрешение ядерного кризиса на Корейском полуострове впервые появилась на третьем раунде шестисторонних переговоров, которые проходили в период с 23 по 26 июня 2004 года, когда США согласились на «вознаграждение за замораживание». В ответ на это КНДР заявила, что готова воздержаться от производства, испытаний и передачи ядерного оружия и заморозить все объекты, имеющие отношение к оружию массового поражения. США выдвинули проект передачи ядерных объектов КНДР под временное международное управление комиссии пяти держав или МАГАТЭ. В дальнейшем предлагалась ликвидация северокорейских ядерных объектов под международным контролем. Но КНДР не согласилась и с этим вариантом. МИД КНДР выразил неудовлетворение результатами переговоров.
9 сентября 2004 года южнокорейским разведывательным спутником был зафиксирован сильнейший взрыв в отдалённом районе КНДР (провинция Янгандо) неподалёку от границы с Китаем. На месте взрыва остался видимый из космоса кратер, а над местом происшествия выросло огромное грибовидное облако диаметром около четырёх километров.
13 сентября власти КНДР объяснили появление облака, похожего на ядерный гриб, взрывотехническими работами в ходе строительства ГЭС Самсу (в Янгандо берут начало две крупнейшие реки этого региона - Амноккан и Туманган).
16 сентября 2004 года КНДР заявила, что не будет участвовать в шестисторонних переговорах по северокорейской ядерной проблеме до прояснения ситуации с секретными урановыми и плутониевыми разработками в Южной Корее. В начале сентября Южная Корея признала, что в 2000 году ею было получено небольшое количество обогащённого урана. По утверждению официальных лиц, все эксперименты носили сугубо научный характер и вскоре были полностью свёрнуты.
10 февраля 2005 года КНДР впервые открыто заявила о создании в стране ядерного оружия. 9 октября 2006 года был произведён первый ядерный взрыв. В апреле 2012 года в конституцию КНДР были внесены поправки о ядерном статусе страны.
В июле 2005 года, после длительных неофициальных консультаций, КНДР согласилась вернуться за стол шестисторонних переговоров по ядерной программе в Пекине. В качестве условия КНДР выдвинула одно требование — чтобы США «признали Северную Корею в качестве партнёра и относились к ней с уважением».
9 октября 2006 года КНДР объявила об успешном проведении ядерного испытания. В сообщении Центрального телеграфного агентства Кореи (ЦТАК) говорилось: «Наше исследовательское подразделение безопасно и успешно произвело подземное ядерное испытание… Ядерное испытание стало историческим событием, которое принесло счастье нашим военным и народу. Ядерное испытание внесёт вклад в поддержание мира и стабильности на Корейском полуострове и в прилегающем районе».
25 мая 2009 года КНДР вновь провела ядерные испытания. Мощность подземного ядерного взрыва, по оценке российских военных, составила от 10 до 20 килотонн.
12 февраля 2013 года геологическая служба США зафиксировала подземные толчки с магнитудой 4,9, эпицентр которых находился в районе северокорейского ядерного полигона. Агентство ООН по ядерному мониторингу заявило о «необычном сейсмическом явлении» с «характеристиками взрыва». В тот же день Центральное телеграфное агентство Кореи официально объявило об успешном ядерном испытании. Учитывая, что 12 декабря 2012 года КНДР впервые вывела на орбиту искусственный спутник — «Кванмёнсон-3», это вызвало новый кризис.
10 декабря 2015 года Ким Чен Ын заявил о наличии у КНДР водородной бомбы.
6 января 2016 года на территории КНДР было зарегистрировано землетрясение магнитудой 5,1, которое связали с проведением подземного ядерного взрыва. КНДР объявила о проведении первого в своей истории успешного испытания водородной бомбы. В мире эксперты высказали сомнения, что КНДР взорвала именно водородную бомбу.
9 сентября 2016 года в 9:30 утра по местному времени на территории КНДР зафиксировано сейсмическое событие магнитудой 5,3. Эпицентр его находился рядом с населённым пунктом, расположенным в 20 километрах от ядерного полигона Пунгери. Геологическая служба США классифицировала подземные толчки как «взрыв». Позже КНДР официально объявила о пятом ядерном испытании.
Оценка мощности взрыва — от 10 до 30 килотонн.
3 сентября 2017 года сейсмические станции разных стран зафиксировали мощные подземные толчки на территории КНДР. Магнитуду землетрясения оценили в диапазоне от 6,1 до 6,4, при этом учёные заявили, что очаг землетрясения находился на поверхности земли. Толчки произошли в 12:30 по местному времени в провинции Хамгён-Пукто, где расположен северокорейский ядерный полигон Пунгери. Власти КНДР заявили об успешном испытании боеголовки с термоядерным зарядом. Мощность взрыва по оценкам японских сейсмологов составила до 100 килотонн, что в десять раз превышает мощность заряда, испытанного 9 сентября 2016 года.
14 сентября 2021 года в Токио прошли трёхсторонние переговоры по вопросам мира и безопасности на Корейском полуострове. Главным предметом обсуждения стало возобновление дальнейшего диалога с правительством КНДР, нацеленного на дальнейшую денуклеаризацию Корейского полуострова.
4 октября 2021 года ООН опубликовала доклад, в котором говорится о том, что КНДР на данный момент, несмотря на все введённые раннее санкции, активно продолжает развивать свою ядерную программу, занимаясь созданием и разработкой баллистических ракет. В тот же день официальный представитель государственного департамента США Нед Прайс заявил о необходимости полного соблюдения санкций Совета безопасности ООН в отношении КНДР. Он также призвал Пхеньян соблюдать резолюции ООН, запрещающие испытывать или разрабатывать оружие массового поражения.
Советник постоянного представительства КНДР при ООН Чжу Ён Чхоль заявил, что «КНДР никогда не откажется от своего ядерного потенциала и не будет идти ни на какие переговоры о денуклеаризации страны».

## Внешняя политика КНДР
По состоянию на 2013 год Корейская Народно-Демократическая Республика поддерживает дипломатические отношения со 161 государством — членом ООН, а также с наблюдателями при ООН. С ней не имеет дипломатических отношений 31 страна, в том числе США и Япония.
Лидер КНДР Ким Чен Ын на пленарном заседании восьмого созыва ЦК ТПК сообщил о новых направлениях политики и задачах, связанных с межкорейскими и внешними отношениями.

### Россия

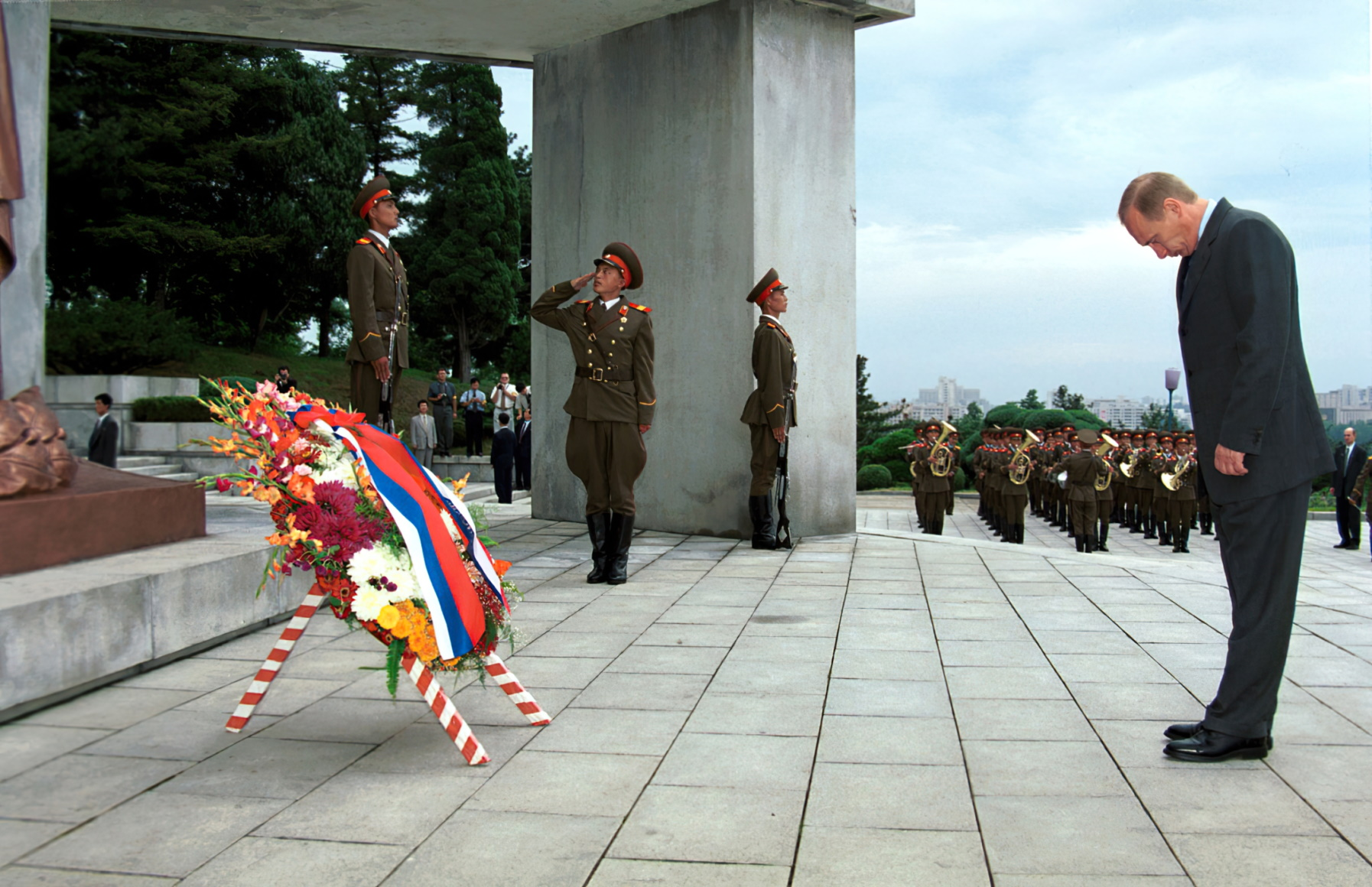
В. В. Путин возлагает цветы к монументу Советской армии — освободительнице. Пхеньян, 20 июля 2000 г.

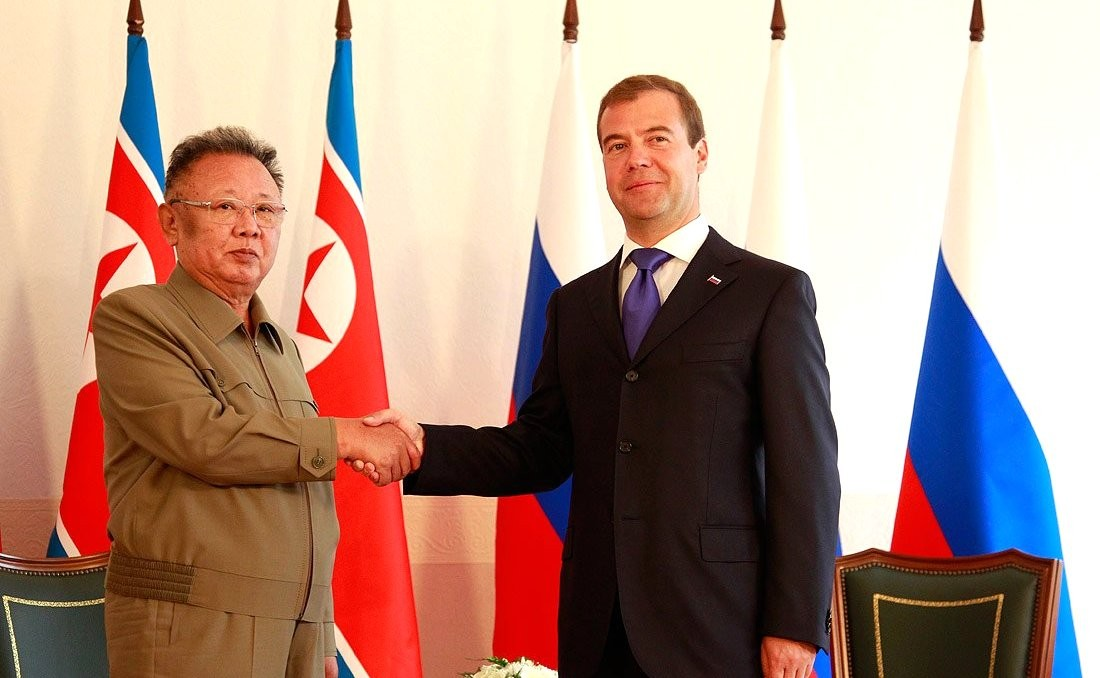
Д. А. Медведев с Председателем Государственного комитета обороны КНДР Ким Чен Иром. Улан-Удэ, 24 августа 2011 года

После распада СССР контакты России с КНДР сильно ослабли. В 1994 году после смерти президента Ким Ир Сена президент России Борис Ельцин даже не направил положенной по дипломатическому протоколу телеграммы соболезнования северокорейскому правительству. Лишь в 2000 году состоялся первый визит главы российского государства Владимира Путина в Пхеньян. Тогда были достигнуты договорённости об активизации политических контактов и выработке мер по восстановлению экономического сотрудничества. В последние годы подписаны межправительственные соглашения о воздушном сообщении, о культурном сотрудничестве, о поощрении и взаимной защите капиталовложений, об избежании двойного налогообложения, о взаимных поездках граждан, об экономическом и техническом сотрудничестве; о сотрудничестве в лесной отрасли, в таможенных делах, в сфере борьбы с преступностью и охраны правопорядка, в области использования спутниковых навигационных систем. В мае 2014 года было подписано соглашение о переходе на рубли в расчётах между КНДР и Россией. Также 5 мая было подписано соглашение о списании всех корейских долгов перед Россией.
В марте 2014 года КНДР поддержала аннексию Крыма Россией. Также КНДР поддержала позицию России по Украине.
6 мая 2016 года представитель МИДа России Мария Захарова заявила о том, что Россия будет выполнять решения Совбеза ООН, которое предусматривает введение экономических санкций в отношении КНДР. Это решение касается и российских банков, которые сотрудничали с КНДР.
7 августа 2018 г. Комитет Совета Безопасности ООН, учреждённый резолюцией 1718, принял седьмое решение об оказании помощи, озаглавленное «Руководство для оказания гуманитарной помощи КНДР».
25 апреля 2019 года председатель Госсовета КНДР Ким Чен Ын впервые посетил Россию с официальным визитом. В рамках визита Ким Чен Ын встретился с президентом РФ Владимиром Путиным. Стороны обсудили вопросы денуклеаризации, регионального сотрудничества, а также развитие двусторонних отношений.
В 2022 году КНДР поддержала Россию в военных действиях на Украине и обвинила страны НАТО в провокации конфликта.
В августе 2023 года разведка США заявила об «активно продвигающихся» переговорах о поставках оружия для РФ между Москвой и Пхеньяном. Ранее КНДР посетил министр обороны России Сергей Шойгу. Также стало известно об оживлённой переписке между президентом РФ Владимиром Путиным и главой КНДР Ким Чен Ыном.
В ноябре 2023 года разведка Южной Кореи сообщила о том, что за три предыдущих месяца КНДР в рамках десяти партий оружия поставила в Россию более одного миллиона снарядов, которые применяются в боевых действия на Украине, а также советников по боеприпасам. Агентство Bloomberg оценило эту сделку до миллиардов долларов. Также Россия оказывает КНДР помощь в подготовке спутника-шпиона.

### Республика Корея
С момента основания КНДР и до 2024 года КНДР претендовала на всю территорию Корейского полуострова и считала себя единственной законной претенденткой на эти земли, а ныне считает Республику Корея отдельным враждебным государством. В истории взаимодействия Юга и Севера периодически случаются дипломатические скандалы, связанные с проникновением вооружённой техники на территорию противника, похищениями и даже убийствами граждан.
- 16 августа 2004 года КНДР заявила об отказе участвовать в заседании рабочей группы по подготовке очередного раунда шестисторонних переговоров по урегулированию ядерного кризиса на Корейском полуострове. Это решение вызвано недавними действиями Южной Кореи, которая вывезла на свою территорию из Вьетнама 460 северокорейских перебежчиков. КНДР прореагировала на это событие очень болезненно, обвинив власти Южной Кореи в похищении северокорейских граждан. Южнокорейская разведка, со своей стороны, предупредила об опасности актов возмездия со стороны КНДР, посоветовав южным корейцам, живущим или выезжающим в Китай и страны Юго-Восточной Азии, а также активистам организаций, помогающих перебежчикам с Севера перебираться за пределы КНДР, обратить особое внимание на свою безопасность.
- В начале 2009 года произошло очередное обострение межкорейских отношений. 30 января 2009 года власти КНДР объявили о расторжении всех ранее достигнутых договорённостей с Южной Кореей. В официальных заявлениях сказано, что Южная Корея виновна в «непрерывной эскалации враждебных действий»[122].
- В мае 2009 года КНДР проводит второе испытание ядерного оружия. В эти же дни она объявляет о выходе из договора о прекращении огня с Южной Кореей, заключённым в 1953 г. Фактически это означает введение военного положения с Южной Кореей.
- 17 января 2010 года глава КНДР Ким Чен Ир заявил о необходимости укреплять Вооружённые силы государства. Такое заявление он сделал во время посещения военных совместных учений сухопутных войск, Военно-морских и Военно-воздушных сил страны, передаёт Associated Press со ссылкой на местные СМИ. Ранее Государственный комитет обороны КНДР предупредил Южную Корею о возможности объявления против неё «священной войны» и сообщил о полном прекращении диалога между двумя государствами. Жёсткая реакция северокорейской стороны последовала после того, как Республика Корея обнародовала свой чрезвычайный план, которым предусмотрена стремительная наступательная операция против КНДР в случае «критической необходимости».
- 26 марта 2010 года в результате внешнего взрыва потоплен принадлежащий ВМС Южной Кореи корвет «Чхонан», ответственной за потопление корабля объявлена принадлежащая вооружённым силам КНДР подводная лодка. Произошедшее в результате инцидента резкое обострение отношений ещё больше усилилось после того, как президент Южной Кореи Ли Мён Бак заявил о скорейшем применении жёстких мер по отношению к КНДР[123]. Официальные представители Севера отрицают факт участия ВМС КНДР в потоплении южнокорейского корабля. Правительство КНДР обещает начать полномасштабную войну в случае применения Южной Кореей каких-либо санкций в отношении их государства
- 25 мая 2010 года Ким Чен Ир приказал привести войска КНДР в боевую готовность. КНДР разрывает дипломатические отношения с Южной Кореей.
- 24 июля 2010 года КНДР пригрозила Южной Корее ядерной войной в ответ на начало совместных с США морских учений 25 июля 2010 г. Как передаёт центральное телеграфное агентство КНДР со ссылкой на Минобороны страны, КНДР готова к «мощному ядерному возмездию» и началу «священной ядерной войны» против США и Южной Кореи.
- 23 ноября 2010 года артиллерия КНДР обстреляла южнокорейский остров Ёнпхёндо в Жёлтом море. В результате обстрела ранены 14 южнокорейских военнослужащих, трое из них получили тяжёлые ранения, четверо погибли[124]. Сообщалось также, что разрушена часть домов гражданского населения[125]. По сообщениям южнокорейских СМИ, за первые 12 минут по острову было дано около 150 залпов с территории КНДР, из них около 80 снарядов попали в цель. Южная Корея выпустила в ответ 50 снарядов, после чего обе стороны обменялись ещё 20—30 залпами с каждой стороны[126].
- 29 мая 2013 года КНДР предложила Южной Корее подписать мирный договор вместо действующего соглашения о перемирии, заключённого после окончания Корейской войны 1950—1953 годов[127].
- 31 марта 2014 года в Жёлтом море в районе спорной западной морской границы произошла перестрелка между южнокорейскими и северокорейскими военными. КНДР предварительно объявляла о проведении учений. Согласно сообщению южнокорейских военных, военнослужащие Южной Кореи открыли ответный артиллерийский огонь, после того как КНДР обстреляла южнокорейские территориальные воды[128].
- 22 мая 2014 года Южная Корея и КНДР обменялись артиллерийскими залпами в Жёлтом море. Согласно сообщению южнокорейских военных, береговая артиллерия КНДР выпустила 2 артиллерийских снаряда в направлении южнокорейского скоростного катера в районе острова Ёнпхёндо в Жёлтом море, в ответ на что ВМС Южной Кореи выпустили 5 снарядов в северокорейские воды[129]. На следующий день КНДР заявила, что южнокорейская сторона открыла огонь первой[130].
- 4 октября 2014 года впервые за 5 лет состоялись переговоры на высоком уровне между КНДР и Южной Кореей. Делегация КНДР во главе с заместителем председателя Государственного совета КНДР Хван Пён Со совершила неожиданный визит в Южную Корею по случаю окончания Азиатских игр в Инчхоне. В ходе визита делегация КНДР встретилась с высшими чиновниками Южной Кореи, среди которых были премьер-министр Чон Хон Вон, помощник президента по вопросам внешней политики и безопасности Ким Гван Чжин и министр объединения Рю Гиль Чжэ[131].
- 7 октября 2014 года патрульные катера Южной Кореи и КНДР обменялись выстрелами после того, как северокорейский катер нарушил морскую границу Южной Кореи в районе острова в Жёлтом море. Южнокорейский патрульный катер не получил каких-либо повреждений. Также повреждений не было замечено и у северокорейского катера. Всего в сторону северокорейского катера, нарушившего границу, было произведено около 90 выстрелов[132].
- 10 октября 2014 года на межкорейской сухопутной границе произошла перестрелка. Согласно сообщению южнокорейских военных, огонь открыла северокорейская сторона после того, как южнокорейская общественная организация отправила через границу воздушные шары с пропагандистскими листовками. Южнокорейская сторона открыла ответный огонь. Со стороны Южной Кореи никто не пострадал. Также не сообщалось о пострадавших и со стороны КНДР[133].
- 19 октября 2014 года Южная Корея и КНДР обменялись огнём на сухопутной границе. Южная Корея открыла предупредительный огонь после того, как северокорейские солдаты приблизились к военно-демаркационной линии в районе города Пхаджу. КНДР открыла ответный огонь. Сообщений о жертвах со стороны Южной Кореи и КНДР не поступало[134].
- 21 августа 2015 года в ответ на американо-южнокорейские учения, в ходе которых отрабатывались наступательные действия по отношению к КНДР, Ким Чен Ын отдал приказ привести Корейскую народную армию к полной боевой готовности к 17:00 по местному времени[135].
- 8 мая 2016 маршал КНДР Ким Чен Ын призвал свою страну быть готовой к силовому воссоединению с Южной Кореей в случае агрессии против Пхеньяна, пишет РИА Новости со ссылкой на полный текст выступления Ким Чен Ына на VII съезде ТПК в газете «Нодон синмун»: «В народной армии необходимо поддерживать на самом высшем уровне готовность к безрассудным военным провокациям американского империализма и южнокорейской военщины против нашей республики, и если враги разожгут огонь войны, то следует беспощадно покарать агрессоров и завершить историческое дело воссоединения родины», — заявил северокорейский лидер. Также он призвал «установить такую атмосферу в обществе, при которой каждый человек был бы готов начать воссоединение страны в случае агрессии против КНДР».
- 27 апреля 2018 года состоялся Межкорейский саммит, на котором Ким Чен Ын и Мун Чжэ Ин выразили намерение провести переговоры для формального установления мирного договора[136].
- 14 июля 2018 года Комитет Совета Безопасности ООН поддержал заявку Республики Корея на исключение из списка товаров военного назначения, запрещённых для поставок КНДР, оборудования для восстановления работы линий связи между военными двух стран[137].
- 15 октября 2024 года КНДР подорвала два участка дорог, ведущих в Южную Корею[138].

### Япония
- Ноябрь 2004 — в Пхеньяне в течение недели проходил решающий раунд переговоров между КНДР и Японией по вопросу о японских гражданах, похищенных в 1970—1980-е годы северокорейской разведкой. К этому моменту КНДР освободила пять похищенных и членов их семей. Ранее Ким Чен Ир признал, что всего похищенных было 13 человек, но судьба остальных неизвестна. Япония обвиняет КНДР в нежелании раскрыть информацию об их судьбе и выдать их в случае, если они ещё живы. Всё, что японцы смогли получить в ходе переговоров, — это семь контейнеров с личными вещами и документами похищенных.
- Декабрь 2004 — общественное мнение Японии высказывается за введение санкций в связи со скандалом вокруг праха, переданного Токио в ноябре северокорейскими властями. ДНК-анализ останков показал, что они принадлежали не японской девочке Мэгуми Ёкота, похищенной в 1977 году спецслужбами КНДР, а двум другим людям, не входившим в число похищенных японцев.
- 10 декабря парламент Японии призвал правительство рассмотреть вопрос о применении к КНДР экономических санкций, в качестве первого шага правительство приняло решение прекратить оказание КНДР продовольственной помощи, в парламенте Японии активизировалось обсуждение вопроса о санкциях, которые могут предусматривать закрытие японских портов для северокорейских судов, запрет на перевод в КНДР средств от проживающих в Японии корейцев и другое.
- 27 июня 2009 — КНДР пригрозила сбить любой японский самолёт в своём пространстве. «Военно-воздушные силы Корейской народной армии не потерпят никаких проявлений воздушного шпионажа со стороны поджигателей войны в японских агрессивных силах, и беспощадно собьют любой самолёт, который осмелится вторгнуться в территориальное воздушное пространство КНДР даже на одну тысячную миллиметра», подчёркивается в сообщении ЦТАК.
- 10 марта 2016 — две боеголовки, запущенные КНДР, упали в Японском море[139].

### США

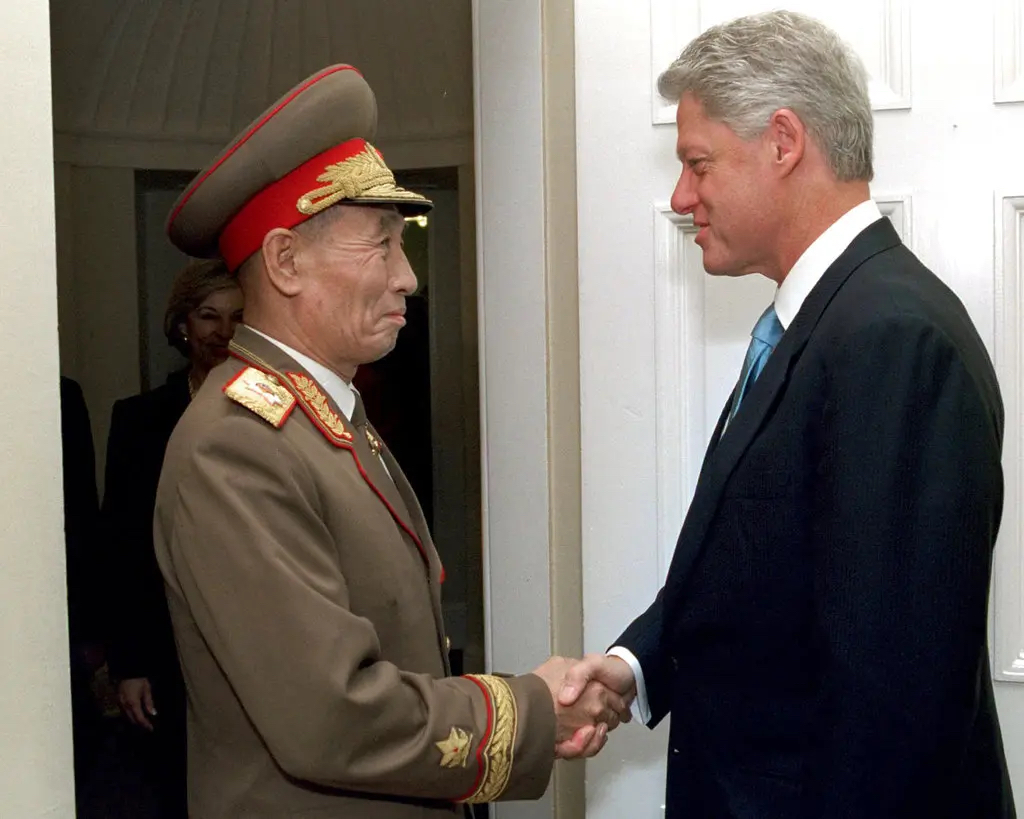
Чо Мён Рок и президент США Билл Клинтон

Официальные органы США обвиняют КНДР в «провокациях, направленных против Южной Кореи, Японии и США». Часть подобных инцидентов в 60—70-х годах являлась ответом на действия американских разведывательных служб (например, захват судна «Пуэбло» в 1968 году). Другая часть, по мнению Congressional Research Service, включали в себя «похищения, захват заложников, авиалайнеров, теракты и попытки устранения действующих президентов Южной Кореи».
США и КНДР до сих пор не имеют дипломатических отношений. Запланированное на начало 1990-х годов установление дипломатических отношений не состоялось, хотя оно было одним из пунктов Рамочного соглашения 1994 года, по условиям которого КНДР тогда заморозила свою ядерную программу; США же не выполнили договорных обязательств.
Заместитель министра иностранных дел КНДР Ким Сон Ген в марте 2023 года призвал ООН потребовать немедленного прекращения совместных военных учений США и Республики Кореи, которые усиливают напряженность на Корейском полуострове. Кроме того, Ким Сон Ген обвинил США в «коллапсе международной системы контроля над вооружениями», а разработку своего ядерного оружия назвал «ответными действиями, направленными на обеспечение мира и стабильности на Корейском полуострове».

### Особенности внешней политики
КНДР свойственна независимая и крайне агрессивная, милитаристская внешняя политика — вышеприведённые дипломатические коллизии достаточно хорошо иллюстрируют подход руководства республики к ведению международных дел. По мнению сотрудника Российского института стратегических исследований В.Ф. Терехова подобная стратегия говорит о том, что у страны есть высококлассные эксперты, способные предсказать последствия в игре на крайнее обострение.

## Средства массовой информации

### Печать
В КНДР издаётся свыше 30 газет и журналов (в том числе на английском, французском, испанском, японском, русском и китайском языках).
Основные издания, выходящие в Пхеньяне:
- «Нодон синмун» («Рабочая газета»), с 1945 года, ежедневная газета, орган ЦК ТПК;
- «Кынноджа» («Трудовик»), с 1946 года, ежемесячный теоретический и политический журнал, орган ЦК ТПК;
- «Минджу Чосон» («Демократическая Корея»), с 1945 года, ежедневная газета;
- «Тхонъиль синбо» («Новости объединения»), с 1972 года, газета;
- «Пхёньян синмун» («Пхеньянская газета»), с 1946 года, ежедневная газета, орган пхеньянского городского комитета ТПК и городского народного комитета (также издаётся его ежедневная англоязычная версия — газета «The Pyongyang Times», с 1965 года; а также на французском языке — «Les Nouvelles de Pyongyang»;
- «Нодон чхоннён» («Трудовая молодёжь»), с 1946 года, ежедневная газета, орган ЦК Кимирсенско-кимченирского Союза Молодёжи.

Вся выпускаемая литература подвергается жёсткой цензуре.

### Радиовещание
В КНДР функционирует Центральное телеграфное агентство Кореи, основанное в 1946 году. Радиовещание внутри КНДР осуществляет Корейская центральная радиовещательная система. КНДР располагает мощной системой иновещания, которую осуществляет радиостанция «Голос Кореи», ведущая передачи на коротких и средних волнах, а также через спутник на восьми иностранных языках, включая русский. Внутри КНДР прослушивание иностранных радиопрограмм запрещено и карается тюремным заключением. Официально разрешены только радиоприёмники с фиксированной настройкой на станции КНДР.

### Телевидение
Телевидение КНДР ведёт передачи по четырём программам, включая один канал культурной тематики и образовательный канал "Рённамсан". Телевизионные приёмники населения подлежат обязательной регистрации, настройки частот блокируются, и органы управления опечатываются. Несколько лет назад передачи КЦТВ и «Голоса Кореи» (включая русские радиопередачи) стали транслироваться на тайском спутнике «Thaicom» на территорию Азии.
По заявлению «Freedom House», в телевидении КНДР присутствует постоянная пропаганда, журналисты наказываются даже за малейшие ошибки.

### Компьютерные сети
КНДР имеет в Интернете собственный домен первого уровня .kp. C июля 2010 года официальный Пхеньян проявляет значительную активность в видеосервисе YouTube и микроблоге Twitter, что привело к очередной волне цензуры в Южной Корее.
В КНДР существуют интернет-кафе, позволяющие осуществлять выход в Интернет (в 2007 году Министерство народной безопасности страны распорядилось закрыть их на некоторое время; в настоящее время доступ в Интернет для большей части жителей КНДР закрыт). Доступ к Интернету оформлен для дипломатических объектов и отдельных иностранных предприятий. Однако туристы могут подключаться к интернету.
В стране функционирует не подключённая к Интернету внутренняя сеть «Кванмён», доступ к которой осуществляется по телефонным линиям через Dial-Up и с 2009 года посредством мобильного интернета.

## Проблема оценки политики КНДР в западных СМИ
В среде российских политологов и публицистов бытует точка зрения об информационном заговоре западных СМИ против КНДР. Так, руководитель Центра корейских исследований Института Дальнего Востока Академии наук России А. З. Жебин утверждает, что средства массовой информации западных стран проводят спланированную кампанию по демонизации образа КНДР. По мнению старшего научного сотрудника Центра корееведения ИКиСА РАН К. В. Асмолова, иностранные организации и СМИ намеренно утрируют складывающуюся в КНДР ситуацию, вокруг КНДР плодятся мифы, а в прессу регулярно попадают совершенно невероятные «утки» о жизни граждан этой страны и нравах северокорейских властей. Асмолов сомневается в объективности работы Комиссии ООН по правам человека, доклад которой по КНДР был опубликован 17 февраля 2014 года. Результатом работы комиссии, по его мнению, стала легализация «антисеверокорейской пропаганды» в качестве официального документа. В средствах массовой информации зачастую рисуется образ КНДР как страны недоговороспособной и не заинтересованной в переговорах, однако значительная часть региональных кризисов с участием КНДР была урегулирована именно по инициативе северокорейской стороны.
Оппоненты подобного подхода, соглашаясь с недостоверностью некоторых сообщений о КНДР, указывают, что причиной этого является не пропаганда, а объективные сложности с получением информации из КНДР. Критику также вызывают утверждения о миролюбивости северокорейской политики. Эксперты-корееведы отмечают, что внешняя политика КНДР характеризуется сознательным нагнетанием напряжённости и провоцированием конфликтов с соседними странами. Они отмечают, что северокорейской стороной неоднократно предпринимались агрессивные действия в отношении соседей, такие как попытки убийства южнокорейских лидеров (к примеру, покушение на Пак Чон Хи), включая террористические акты (покушение на Чон Ду Хвана), повлёкшие за собой многочисленные жертвы; массовое похищение северокорейскими агентами граждан соседних стран (в частности граждан Японии), среди которых оказывались даже знаменитости, например южнокорейский режиссёр Син Сан Ок; захват гражданских самолётов и объявление пассажиров заложниками (захват Korean Airlines YS-11), а также теракты на борту гражданских самолётов (взрыв Boeing 707 над Андаманским морем); периодическое провоцирование конфликтов в демилитаризованной зоне, иногда заканчивающиеся убийствами людей (как в случае инцидента с обрезкой дерева); а также прямые военные нападения на территорию Республики Корея, влекущие за собой жертвы среди гражданского населения (как в случае нападения и артиллерийских обстрелов острова Ёнпхёндо), чего Южная Корея не позволяла себе делать даже в годы диктатуры. Также они обращают внимание на факт выхода КНДР в одностороннем порядке из режима перемирия с Южной Кореей. В качестве причин подобной политики исследователями называется экономический шантаж с целью получения санкционных послаблений и международной помощи, в условиях глубокого экономического кризиса и неприятия со стороны Запада.
Помимо этого, также отмечается, что противоречивые слухи о происходящем в КНДР, распространяющиеся через западные СМИ, порождены, прежде всего, закрытостью КНДР, отсутствием свободы слова и тоталитарным характером её политического режима, что исключает возможность получения достоверной информации напрямую, в то же время информацию, которая поступает из анонимных источников, очень сложно проверить.
Даже западные разведслужбы зачастую не имеют адекватных сведений о происходящем в КНДР.
Немаловажную роль играет также северокорейская пропаганда. Так, К. В. Асмолов отмечает, что слухи о зверствах в КНДР зачастую культивируются самими правящими кругами КНДР с целью создания устрашающего образа и запугивания противников.

### Комментарии
1. ↑  До 1972 года согласно конституции в редакции 1948 года столицей государства считался неподконтрольный город Сеул[1].
2. ↑  Без учёта территории Республики Корея, на которую КНДР претендует с момента своего образования в 1948 году; общая площадь двух корейских государств составляет 220 750 км².
3. ↑  Возглавляет Управление национальной безопасности Минюста США